# 松井稼頭央
松井 稼頭央（まつい かずお、本名：松井 和夫〈読み同じ〉、1975年10月23日 - ）は、大阪府東大阪市出身の元プロ野球選手（内野手・外野手、右投両打）・コーチ・監督、野球解説者。
現役引退後、2019年シーズンから埼玉西武ライオンズの二軍監督、一軍ヘッドコーチを歴任し、2023年シーズンから2024年シーズン途中まで一軍監督を務めた。現役時代も同球団で活躍し「（二代目）ミスターレオ」と呼ばれた。シーズン長打NPB記録保持者。日本人初の内野手メジャーリーガー。
妻はタレントの松井美緒。

## 経歴

### プロ入り前
幼稚園時代から野球漬けの毎日を送っていたが、それまでは規定がありチームに入れなかったものの、小学校3年生時に近所の上級生に誘われて若江ジャイアンツに入団。当時のエースに後に西武ライオンズでチームメイトとなる犬伏稔昌、1学年下にはバッテリーも組んだ藤井彰人がいた。犬伏が卒業すると投手として試合に出してもらえるようになったが、チームが所属していた地区は強豪揃いであり小学生時代は全国大会には出場できず、若江中学時代も決勝戦で敗れ、全国大会には出られなかった。小学生時代からずっと悔しい思いをしてきたため、高校に入ったら絶対に甲子園に行くと心に誓ったという。
PL学園時代は1年生の投手としては唯一春の大会でベンチ入り（背番号11）。1年の秋季大会では肘を痛めていたため松井自身は投げることができなかったが、チームは勝利し、春のセンバツに出場（背番号1）。準々決勝で先発に指名された。医者からは30球から50球が限度と言われていたが、痛み止めの注射を打ってマウンドに上がった。試合が始まると球が走らず、3回途中2失点でマウンドを降りた。その後チームは2年生時の夏、3年生時の春ともに甲子園出場を逃す。自身も背番号10でベンチ入りはしていたものの怪我のためほとんど投げられなかった。肩や肘がようやく治ったものの、3年生時の夏の大会直前の強化合宿でぎっくり腰になった。死ぬ思いで治療に専念し、大会に入っても腰に違和感はあったものの、試合当日何とか投げられる状態に回復した。松井は大阪府大会1回戦、2回戦とも9回まで投げ抜き、16奪三振を記録した試合もあった。決勝戦では近大付高の金城龍彦との投げ合いとなった。PLは3点を先取し、松井も4回まで1安打ピッチングだったが、5回に連打で2点を取られ、7回にも金城の二塁打がらみで逆転を許す（3-5）。8回にもスクイズで1点を追加され、3-6で敗れた。試合後にはベンチ横で涙を流す一幕もあった。
ドラフト前に読売ジャイアンツ、中日ドラゴンズ、福岡ダイエーホークスから話があったが、巨人とダイエーからは投手ではなく野手として指名するという話だった。1993年のドラフト会議で西武ライオンズが3位指名で交渉権を獲得し、契約金5000万円、年俸450万円（金額は推定）で入団した。西武からは野手として指名された。背番号は「32」。

### 第一次西武時代
1994年、高校時代にPL学園監督の中村順司から投手は9人目の野手だと教わり、当時は守備が得意だと思っていた。フィールディングもいいと言われ、送りバントされたら必ず走者を刺してやろうと狙っていたタイプだったが、野手としてプロ入り直後に自信を喪失したという。二軍（イースタン・リーグ）の試合では悪送球をいくつもしたといい、24失策を記録。走塁も素人同然で、スライディングやヘッドスライディングの技術は皆無であり、どんなタイミングだと頭から帰ればいいのかもわからず、足がベースまで届かずにタッチアウトになったこともあったという。同年のイースタン・リーグでは打率.260、4本塁打、11盗塁を記録した。スイッチヒッターにも転向し、当時の打撃コーチを務めていた谷沢健一によると、この年のキャンプで松井のバッティングを見たが、体がピッチャー方向へ突っ込んでどうしようもないスイングだったことから、谷沢が思いつきで「左で振ったことがあるか」と聞いたのがきっかけだった。右打席で突っ込むということは、右半身の力が左半身に比べて強すぎる可能性があることから、左打席では引く方の腕、つまり右腕が大切だと考えたためである。その後は松井の努力により、左打者の打ち方をみるみるうちに吸収していった。この年の一軍出場はなかった。また、同年開幕前に登録名を本名の「松井和夫」から「松井稼頭央」に変更している。
1995年、マウイキャンプの際、同じ遊撃手の奈良原浩の守備が溜息が出るほど上手であり、奈良原の動きを後ろからじっくり見て、少しでも近づけるように真似をさせてもらったという。4月5日の近鉄バファローズ戦で一軍初出場し、2日後の日本ハムファイターズ戦で代打で初打席に立ち、初打席、初安打、初打点を記録した。その後試合に出る機会が少なく二軍に落ちる。10日間ほど試合に出たらすぐに一軍に上げてもらえるということだった。その後一軍に上がると、以降は西武を退団するまで一度も二軍に落ちなかった。この年は69試合に出場し、21盗塁を記録。盗塁死はわずか1で、盗塁成功率は.955を記録した。オフにはウインター・リーグに参加した。
1996年、開幕から遊撃手のレギュラーを掴んだ。序盤は打てず、早出特打ちに励んだ。夏には調子を上げ、9月には初の月間MVPを受賞。シーズンを通して全130試合にフル出場し、リーグ2位の50盗塁を記録。盗塁死は9で、盗塁成功率は.847を記録した。本塁打は1本に留まったものの、打率はリーグ9位の.283を記録。この年から不動のレギュラー遊撃手として活躍し、西武を退団する2003年まで全試合に出場し続けた。オフには『筋肉番付』で活躍し（後述）、若い女性ファンを中心に人気が爆発したという。また翌年から背番号を32からダリン・ジャクソンが付けていた「7」へ変更することになった。また、この年にコーチとなった土井正博に死球のよけ方を徹底的に教わった。
1997年、前半戦だけで39盗塁を記録し、その内三盗は9度走り全て成功。打率も前半戦終了時点で.318を記録し、オールスターゲーム初出場を果たす。オールスターゲーム第1戦では1試合4盗塁の新記録を樹立しMVPを獲得。4盗塁は12球団No.1の盗塁阻止率を誇る古田敦也から決めた。4盗塁目は澤崎俊和と古田のバッテリーが松井に細心の注意を払ったにもかかわらず三盗を決め、オールスター戦史上初の1試合に三盗を2度成功という記録も同時に達成した。またオールスターのスピードガンコンテストでは球速149km/hを記録した。第2戦でも古田から1つ盗塁を決め、シリーズ新記録となる計5盗塁を記録した。優勝決定試合では同点本塁打を放った。同年は初めて打率を3割に乗せ.309でリーグ4位となり、62盗塁でパ・リーグ盗塁王になるなどリーグ優勝に貢献。62盗塁中三盗は2桁に上った。パ・リーグにおいてシーズン60盗塁以上を記録したのは1983年の大石大二郎以来、62盗塁は平成時代のパ・リーグ記録となった。ヤクルトスワローズとの日本シリーズでは第2戦に突き指をしながら2安打を放ち、第3戦で猛打賞を達成。敢闘賞を受賞した。
1998年、6月26日からの福岡ダイエーホークス3連戦で連続猛打賞を達成するなど、1試合3安打以上は21回記録。また、6月28日のダイエー戦ではプロ野球史上4人目、パ・リーグ史上初の初回先頭打者ランニング本塁打を記録した。2年連続となる盗塁王に輝き、打率もチームで唯一3割台に乗せた（.311、リーグ5位）。安打数は179安打を記録したが、1位のイチローには2安打及ばず、最多安打のタイトルの獲得はならなかった。シーズンMVP投票では1位票数ではイチローに及ばなかったものの合計ポイントで上回り、自身初のシーズンMVPを受賞した。横浜ベイスターズとの日本シリーズでは、第3戦に走者一掃の3点二塁打を放ったものの、全6試合で24打数5安打（打率.208）4打点2盗塁、得点0と精彩を欠き、チームも日本一を逃した。
1999年、それまで1、2番で起用されることが目立ったが、シーズン途中には3番に定着。7月から8月にかけて23試合連続安打、9月には1試合3二塁打を記録。シーズン通算では初の最多安打、そして3年連続となる盗塁王のタイトルを獲得。本塁打は自身初の2桁本塁打となる15本塁打を記録し、垣内哲也と並びチーム最多の本塁打を放った。打率はリーグ2位の.330を記録し、3位の城島健司の.306に2分以上の大差をつけたが、イチローの.343には及ばず、首位打者獲得はならなかった。OPSは.871を記録し、規定打席到達者ではタフィ・ローズ、イチロー、フィル・クラーク、松中信彦に次ぐパ・リーグ5位だった。得点圏打率.324は諸積兼司に次ぐリーグ2位、出塁率.389も2位の大島公一には5厘差、3位の吉永幸一郎には3厘差に迫るリーグ4位と好成績を残した。
2000年、元旦にタレントの菊池美緒と入籍。キャンプでは故障で途中帰京し、シーズン中には両足を痛めたもののかばいながら出場を続け、全試合出場を果たした。シーズン序盤では1、2番での起用も目立ったが、それ以降は3番での起用が多く、一時は4番として起用されることもあった。6月7日の近鉄戦ではスイッチヒッターとしては松永浩美以来となるサイクル安打を達成。同月17日のオリックス・ブルーウェーブ戦ではプロ初となる4番で起用される。シーズン通算の打率はリーグ5位の.322と前年より低下したものの、本塁打は自身初の20本超えとなるリーグ10位の23本塁打を記録し、2年連続でチーム最多の本塁打を放った。OPSは前年を上回る.932を記録、リーグ平均を考慮しても前年を上回る数値だったが、前年は上回っていた中村紀洋、小笠原道大が数値を向上させ、前年故障により6試合出場に留まったナイジェル・ウィルソンの復活、前年規定打席にわずかに届かなかったシャーマン・オバンドー、フランク・ボーリックの規定打席到達もあり、規定打席到達者ではパ・リーグ日本人選手では5位、リーグ全体では8位だった。また、74長打はリーグトップだった。走塁面では前年に比べ盗塁企図数が29、盗塁数が26と減少し、3年連続で受賞していた盗塁王を逃した。守備面ではリーグ最多の21失策を記録、果敢にチャレンジした松井ならではのエラーが多かった。この年はイチローの日本最終年であり、最終試合に松井がイチローに挨拶に行ったところ、「あとは稼頭央に任せた」と言ってもらえたという。
2001年、前年に続き主に3番で起用される。故障の影響で指名打者での出場も多かったが、140試合にフル出場した。3月28日のオリックス戦で小倉恒を相手に18球粘り、1947年に松井信勝が記録した19球にあと1球と迫った。7月8日には通算1000安打を達成。818試合目での達成はイチロー、ブーマー・ウェルズ、与那嶺要に次ぐ歴代4位だった。オールスターゲームでは全3戦にフル出場し、第1戦、第2戦と2試合連続本塁打を記録した。第1戦では本塁打を含む3安打を放ち、1997年のオールスター第1戦以来2度目のMVPを獲得。その1997年の第1戦以来となるパ・リーグの勝利に貢献した。この年はパ・リーグ総本塁打数が大幅増加するなどパ・リーグ全体が投低打高化した中、松井自身は打率は.308でリーグ9位と前年より低下し、本塁打も前年より1本増となる24本でリーグ14位に留まった。この年入団した アレックス・カブレラ、 スコット・マクレーンが松井を上回る本塁打数を記録したため、3年連続でのチーム最多の本塁打とはならなかった。翌年以降もカブレラに譲ることになる。その他、2ストライク時の打率はパ・リーグ規定打席到達者2位の.275（244打数67安打）を記録した。一方で満塁時の打率は.071（14打数1安打）で、パ・リーグ規定打席到達者中もっとも低かった。走塁面では2リーグ制以降、20盗塁以上では史上初となるシーズン盗塁成功率100%を記録（26盗塁）。この時点で通算260盗塁、盗塁死49で盗塁成功率.841と高い盗塁成功率を記録。オリックス戦では最近3年間盗塁死がなく、1998年10月9日に盗塁失敗後21連続で盗塁成功。守備面では失策が前年に比べ減少し、守備率を.980台に乗せた。また、この年でベストナイン受賞は5年連続となり、パ・リーグ遊撃手としては大橋穣の連続受賞記録（1972年-1976年）に並んだ。
2002年、開幕から1番で起用された。同年も指や右肩などの怪我に悩まされたが、全140試合にフル出場した。前年から一転、新ストライクゾーン導入がありパ・リーグ全体の打撃成績が落ち込む中、松井自身は2度月間MVPを受賞するなど好調で、5月10日、11日のオリックス戦ではパ・リーグ史上2人目となる2試合連続サヨナラ本塁打を記録し、6月にはスイッチヒッターとしては史上初となる5試合連続本塁打を記録。7月13日のオールスターゲーム第2戦では死球を受け左ふくらはぎを負傷したが、出場志願した後半戦開幕戦から2試合連続本塁打を記録した。チームのマジック点灯がかかった8月16日の大阪近鉄戦では、チームは3回表終了時点で近鉄に9点差を付けられたものの4回表に西武打線が松井の左翼前安打を始まりに7連打で逆転。その後再び追いつかれるも7回裏に決勝打となる本塁打を放った。9月24日のオリックス戦では6回に中堅へ本塁打を放ち、パ・リーグ新記録となるシーズン82長打を達成。その後9月27日のダイエー戦では2長打を放ち、1950年に小鶴誠が記録した日本プロ野球記録の85長打に並んだ。更に10月2日の近鉄戦の3回に二塁打を放ち、日本プロ野球新記録となるシーズン長打86を記録した。最終的にシーズン88長打を記録。終盤には首位打者小笠原道大に1厘差に迫るなど、首位打者争いも演じた。最終的には首位打者小笠原道大に8厘差と迫るリーグ3位の打率.332、本塁打はカブレラ、ローズ、中村紀洋に次ぐリーグ4位の36本塁打、その内前述の2試合連続サヨナラ本塁打を含むサヨナラ本塁打3本のパ・リーグタイ記録を記録した。シーズン36本塁打は一番打者としてプロ野球新記録であり、遊撃手としてシーズン35本塁打もパ・リーグタイ記録であった。安打数は当時歴代3位タイとなる193安打を記録し、3年ぶりとなる最多安打のタイトルを獲得した。OPSはパ・リーグ規定打席到達者ではカブレラ、小笠原道大に次ぐパ・リーグ3位の1.006を記録した。また33盗塁を記録し、史上8人目、スイッチヒッターとしては史上初のトリプルスリーを成し遂げた。2000年から3年連続で3割20本20盗塁も記録。守備面では前年に比べより守備率を向上させ.985とし、4年ぶりとなるゴールデングラブ賞を受賞した。ベストナイン投票ではパ・リーグ遊撃手部門にて満票で選出され、6年連続での受賞。パ・リーグ遊撃手としては大橋穣を超え、セ・リーグを含めても吉田義男が記録した連続受賞記録に並んだ。シーズンMVP投票ではカブレラに次ぐ2位だった（カブレラが636点、松井が471点）。同年でNPB通算4000打数に到達し、通算打率は.311で同年終了時点で歴代8位、遊撃手では歴代1位に立った。
読売ジャイアンツとの日本シリーズでは第1戦に上原浩治から初回先頭打者安打を放ち、第3戦には工藤公康から右へ本塁打を放つなど2安打を記録したが、第2戦、第4戦では安打が出ず、チームは4連敗を喫した。11月には共に日本シリーズに出場した上原とユニセフハウスを訪れ、アフガニスタンの子どもたちへの支援金として200万円を当協会事務局長に手渡した。
2003年、前年に引き続きシーズンを通じてほぼ1番を任される。自身が初めてのスランプと評するほどの不振に陥った。2002年の新ストライクゾーンから従来通りのゾーンに戻ったにもかかわらず三振数が増加。124三振はリーグワースト2位だった。打率、本塁打も打率.305（リーグ14位）、33本塁打（リーグ4位）と成績を落とした。前年リーグ2位を誇った長打率もリーグ9位に転落。走塁面でも開幕直後に盗塁失敗が嵩みスランプに陥った他、6月に右足首への自打球の影響も重なり、残り7盗塁に迫っていた通算300盗塁を96試合目にようやく達成。最終的に盗塁数13、成功率.565と両者とも1995年の一軍初出場以降自身シーズンワーストを記録。守備でも2年連続となるゴールデングラブ賞を受賞したものの3年ぶりに守備率が.980を下回る。通算記録では前述の300盗塁の他、150本塁打を達成。また8年連続全試合出場（1996年-2003年）、1143試合連続出場を記録。1997年から7年連続で打率3割、170安打以上、遊撃手としてベストナインを受賞、ファン投票によってオールスター選出され続けた。2003年終了時の通算打率は.309で、この時点でNPB歴代9位（4000打数以上）。
シーズン終了後にはアテネオリンピックのアジア予選に出場。オフには8月24日に取得したFA権を行使し、アーン・テレムを代理人とし、11月17日にメジャー挑戦を表明。

### メッツ時代

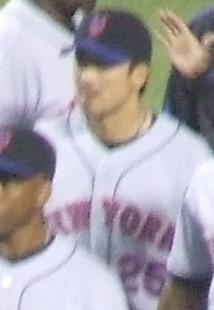
ニューヨーク・メッツ時代
（2006年6月7日）

2003年12月10日にニューヨーク・メッツと3年2010万ドル＋出来高で契約した。背番号は7を希望するがホセ・レイエスが着けていたため断念。球団からは5番と25番を提示され、「足して7になる」という理由で25を選択。契約にはニューヨーク・ヤンキース、ロサンゼルス・ドジャース、アナハイム・エンゼルスを除くチームへのトレード拒否権が盛り込まれていた。
2004年、2月29日、守備練習中に右手中指のつめの部分を負傷し、オープン戦初戦に出場できなくなった。3月8日にオープン戦初出場。けがをした右手中指の影響でまだ守備にはつけないため「1番・指名打者」として出場した。15日には初めて遊撃の守備に就き守備力を高く評価されたが、29日には右手首を痛めて試合に欠場。オープン戦では打率.192と不振に陥った。
開幕戦である4月6日のアトランタ・ブレーブス戦で、1番・ショートで先発出場すると、1回表に、前年度に21勝を挙げたラス・オルティスからメジャー史上初となる開幕戦新人の初球初打席本塁打を記録した。しかしその後は4月までで打率.256、2本塁打、OPS.758、1盗塁とやや停滞。5月のアリゾナ・ダイヤモンドバックス戦ではランディ・ジョンソンから本塁打を放つなど、5月までで打率.265、5本塁打、OPS.783、6盗塁を記録。しかし6月には月間打率.223を記録するなど不振に陥り、6月25日のシンシナティ・レッズ戦に欠場し、西武時代から続いていた連続試合出場が1213試合でストップした。しかしながら7月には2日のニューヨーク・ヤンキース戦（サブウェイ・シリーズ）で2本塁打を放つ活躍を見せ、同月29日までで月間打率.339、OPS.904を記録していたが、7月30日のブレーブス戦で二塁カバーに入った際に激しいスライディングを受け、左足脛を負傷する。痛みが引かず、8月4日のミルウォーキー・ブルワーズ戦に欠場。7日のセントルイス・カージナルス戦で2安打を放ち、8日から3番に座ったが、11日から5試合連続で欠場し、16日には故障者リスト入りとなる。8月以降は合計12試合にしか出場できず、最終的にシーズン全162試合中114試合にしか出場できなかった。シーズン通算成績は打率.272、7本塁打、OPS.727、14盗塁。チーム最多となる125安打、32二塁打、2三塁打を記録。比較的投手有利の球場として知られるシェイ・スタジアムを本拠地としながらもホームでの成績がOPS.731とアウェイ時をやや上回る成績を残した。遊撃守備については失策数の多さが目立った。最終3試合は二塁手として出場している。失策数の多さに関して球団側は松井が捕手のサインがしっかり読み取れず球種を把握できていないことと関係があると判断し、松井に眼鏡の着用を要請したこともあった。失策数の多さはマイク・ピアッツァの拙守や、守り辛いと言われる本拠地シェイ・スタジアムの内野グラウンド、メッツ内野陣全体の連繋のまずさなども背景として存在した。またレンジファクターはリーグ遊撃手中3位であり、松井の守備が「大リーグ失格」と腐されるというのは不公平という意見もあった。故障療養のため家族とともにフロリダに滞在中にはハリケーン・アイバンが直撃。球場にて避難生活を送った。
2005年、前年シーズン後半に腰痛で約1か月半戦列を離れたことからケガをしないことを目標に掲げた。守備面では同年から二塁を守ることになり、「勝負の年だと思う。二塁手でレギュラーを勝ち取るという強い気持ちを持って、1年間元気よくやりたい」と語っている。開幕戦のシンシナティ・レッズ戦で、前年に続き初打席で本塁打を放ち、2年連続開幕戦初打席本塁打を記録。6月16日のオークランド・アスレチックス戦では二塁上でジェイソン・ケンドールと交錯して故障者リスト入り。復帰後は9月16日のブレーブス戦までで12試合連続安打を記録するなど打率.309、OPS.777を記録していたが、そのブレーブス戦で右太ももの裏側に違和感を訴え、9回の守備から退き、その後は欠場が続いた。27日のフィリーズ戦で代打で10試合ぶりに出場するもセカンドゴロに倒れ、連続試合安打が12で途切れた。結局同年は8月以降は好調だったものの87試合の出場に留まるなど、前年の成績を下回った。オフには西武の同僚だった熊澤とおると個人トレーナー契約を結び、基礎練習を徹底して行った。
2006年、自主トレは「けがをしない体づくり」をテーマに行った。しかし3月16日のオープン戦で滑り込んだ際に右膝を痛め、マイナーで開幕を迎える。メジャー昇格初戦となった4月20日のサンディエゴ・パドレス戦の初打席では日本人初のランニング本塁打を打ち、メジャー4人目となる3年連続シーズン初打席本塁打を達成。しかし、打率は.200と低迷した。

### ロッキーズ時代

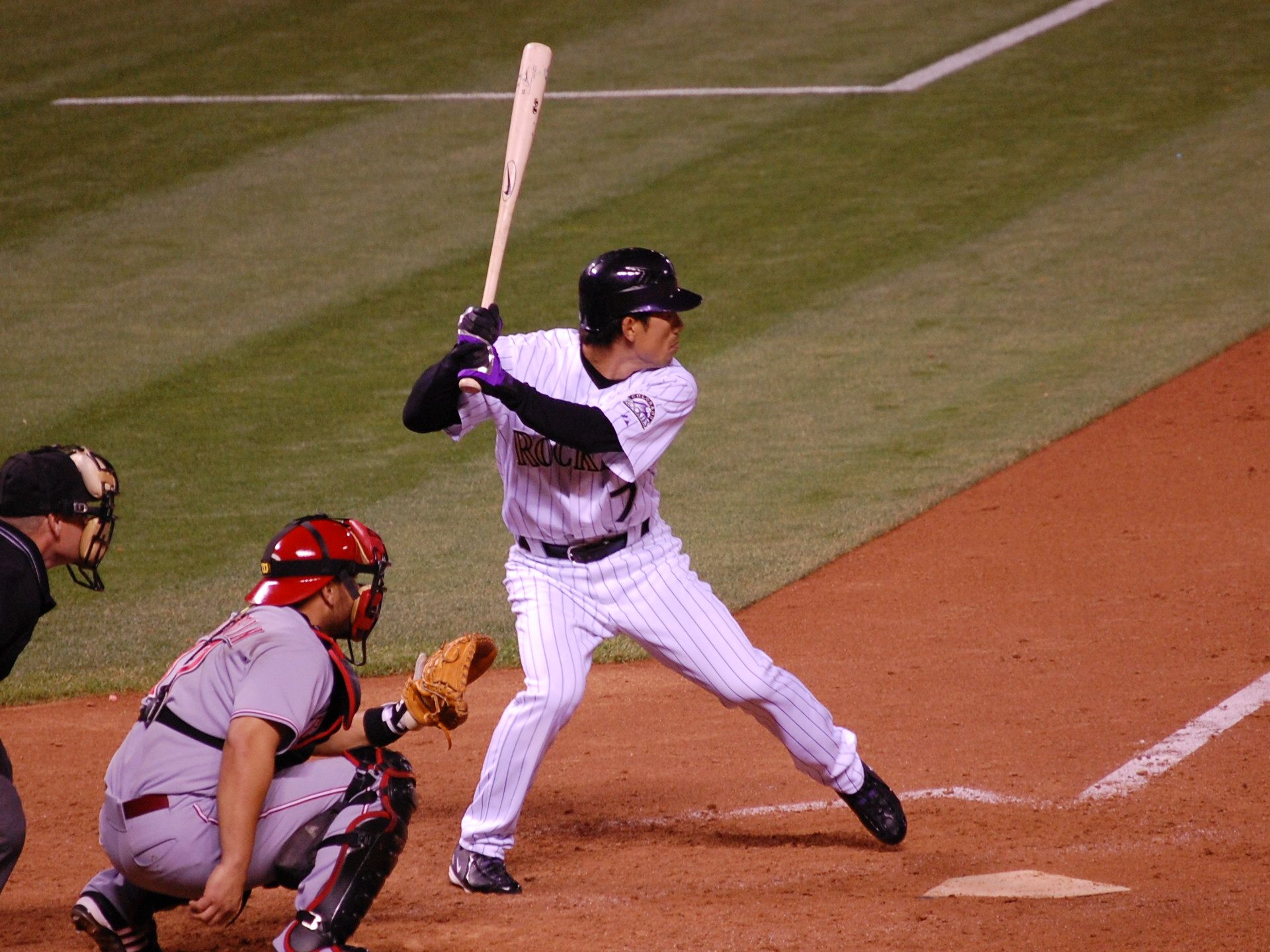
ロッキーズ時代（2007年）

2006年6月9日にイーライ・マレーロ（クリス・マレーロの叔父）との交換トレードでコロラド・ロッキーズへ移籍した。ロッキーズの広報担当者は、松井を当面AAA級コロラドスプリングス・スカイソックスでプレーさせることを明らかにした。
6月12日にAAA級コロラドスプリングスに合流。ロッキーズでの守備位置がまだ確定しておらず、この日は2年ぶりに遊撃を守った。21日にまたも腰痛で欠場。7月24日に復帰し、8月22日にメジャーに復帰した。移籍後の同年のメジャー成績は32試合出場、打率.345、2本塁打、19打点、8盗塁、OPS.896。遊撃手、二塁手、代打で出場した。自主トレではバリー・ボンズが声をかけてくれたのを機に、合同で打撃練習も行った。ボンズは松井にいろいろなアドバイスをしてくれたという。
2007年、腰痛で離脱し、5月15日に復帰した時点でチームは16勝23敗と大きく負け越していたが、復帰した松井が2番に固定され、ウィリー・タベラスとの俊足コンビが復活して以降チームは好調。終盤にはタベラスの離脱により、「1番・二塁手」に定着。チームの終盤14勝1敗という驚異的な快進撃に先頭打者として貢献。チームはワイルドカードによるプレーオフ進出を果たした。ポストシーズンでは、10月4日のフィラデルフィア・フィリーズとのディビジョンシリーズ第2戦で逆転満塁本塁打を放つ。この日の開催地はフィラデルフィアでメッツ時代の松井を知っていたニューヨークの記者もいたのだが、松井自身は「今はコロラドにいるので、ニューヨークのことは話す必要がない」と試合後コメント。チームはリーグチャンピオンシップシリーズでアリゾナ・ダイヤモンドバックスをスイープでリーグ初優勝を決め、球団創設以来初となるワールドシリーズ出場を果たした。ワールドシリーズでは元チームメイトの松坂大輔や岡島秀樹が所属するボストン・レッドソックスとの対決となり、第3戦には松坂から初回先頭打者安打を放った。チームは第4戦で敗れたが、自身のポストシーズン通算成績は打率.304、OPS.847と好成績を残す。同年は前述の離脱やジェイミー・キャロルとの併用もあって104試合の出場に留まり、規定打席には到達できなかったものの、中盤以降は二塁の定位置をほぼ手中にした。8月終了時には打率3割を誇り、最終的に.288を記録。また、リーグ9位となる32盗塁を記録し、盗塁死4で成功率.889を記録。rWARでは3.43を記録し、MLB各30球団の最多出場二塁手30人中13位と高位置につけ、メジャートップクラスの二塁手に成長したと評された。オフにはFAとなった。

### アストロズ時代
2007年12月2日にヒューストン・アストロズと3年総額1650万ドル（約18億3000万円）で契約。2007年限りで現役を引退したクレイグ・ビジオの後釜として期待される。背番号は「3」。
2008年、スプリングトレーニングでは6試合で打率.333、OPS.794を記録していたが、開幕直前に臀部の手術により戦線離脱。復帰後は2番打者として起用され、チーム打撃成績は著しく上昇した。松井自身は他の打者の打撃にまで影響を与えることに関して「自分で（チームの）流れを変えられるなんて思っていない。自分は2番としての役割をしたいと思っているだけですから。回りの人がどう思うか知らないけど、そういう風に思うこと自体がどうかなと思う。自分はできる範囲のことをやっているだけですから」と否定したが、監督のセシル・クーパーは「マツイが復帰してチームに最高のスパークをもたらしてくれた」と語り、ランス・バークマンは「マツイが打線に加わり、攻撃にリズムが生まれた」と語った。球宴後は1番打者として起用され快進撃をみせ、同年シーズンの1番打者としての成績は打率.295、OPS.851を記録。
アストロズと契約を交わした際、現地主要メディアの反応はネガティブで、前年所属していたロッキーズの本拠地でありラインドライブヒッターに有利なクアーズ・フィールドでは好成績を残せるが、アストロズではメッツ時代のようになるという予測が多かったが、その予測を見事に覆した。パークファクター補正が入る打撃指標のwRC+、OPS+ではそれぞれ日本人内野手としては歴代最高の109、107と二塁手ながら平均を上回り、ホーム打率.289、アウェー打率.297と球場に関係なく成績を残した。また、逆方向に長打が量産出来るようになり、本拠地のミニッツメイド・パークで打った二塁打は、左打席でレフト方向に運んだものが大半だった。病気や故障に悩まされ、100パーセントの状態でプレーできたゲームは皆無と言っていいにもかかわらず走攻守すべてで活躍を果たした。同年は打率.293を記録し、MLB通算打率は.277に上昇。岩村明憲に次ぐ日本人内野手歴代2位に浮上した。オフには宮本英治と腰痛の再発防止策を練り直し、コアトレーニングに着手した。
2009年、5月20日のブルワーズ戦で、セシル・クーパーは松井を2番に据えたと思ったが、実際に登録されたスタメンでは松井を1番に据えた。その後、登録上は2番のマイケル・ボーンが1番の打席に立ってしまったため、松井は打席に立つ前にアウトになる珍事があった。25日レッズ戦で右太ももを痛め、翌日から欠場して回復を待ったが、「この4日間で徐々に良くなったが、スピードがまだ40%ぐらい。打つ方はいいが、自分のようなタイプは走れないといけないので」と治療を優先させることになり、29日に6年連続9度目の故障者リスト入り。6月中に達成濃厚とされたNPB/MLB通算2000安打も故障者リスト入りでオールスター前の名球会入りは絶望的となったが、松井は「DL（故障者リスト）に入る以上はしっかり治す」と切り替えた。8月15日のブルワーズ戦で、日本人野手としてはイチロー・松井秀喜に続き3人目となるNPB/MLB通算2000安打を達成。試合後には西武時代の監督である東尾修より、日本プロ野球名球会のブレザーを授与された。達成後の地元での試合前にアストロズのオーナーであるドレイトン・マクレーンから記念の盾が贈られた。9月10日のブレーブス戦では複数安打を記録し日米通算2019安打とし、柴田勲が持つ日本人両打ち打者の最多安打2018本を超えた。この年も故障で離脱があったもののメジャー移籍後最多となる132試合に出場しメジャー移籍後2度目となる規定打席到達を果たしたこともあり、本塁打等で自己最高の成績を残した。得点圏打率は.323であり、得点圏OPS.952は日本人最高値で、歴代でもシーズン記録としては日本人2位、特に満塁の場面では8打数5安打10打点であった。一方で二年連続で20盗塁以上を記録していた盗塁数は19に終わり、打率は.250に沈んだ。オフにはコンディションを整え、また打率.250に終わった打撃の是正を図るべくバットを振り続けた。
2010年、スプリングトレーニングでは打率.293、2本塁打、OPS.844と好調で、開幕戦でも2安打を放ったが、翌日の試合では先発を外れる。監督のブラッド・ミルズによると「第3戦のデーゲームに備えさせるため」だったが、他の主力選手は当然のように開幕3連戦に先発していた。結局開幕5戦目までの3試合で松井は先発を外れた。ミルズ監督は「ケッピンジャーのバットが振れているので先発から外せない」と説明した。松井の先発機会はケッピンジャーが休養で欠場するか、ショートに回った時だけに限られた。松井は不振に陥り、打撃コーチのショーン・ベリーは「技術的に大きな問題はない。今まで毎日試合でプレーしてきたが、今年は出場機会が制限され、その役割に順応できていないのだと思う。また練習熱心過ぎる真面目さが、結果が出ないことで自分を追い込んでしまっているようだ」と発言したが、直後に解雇される。

### ロッキーズ復帰
その後、コロラド・ロッキーズとマイナー契約を結び、傘下のAAA級のコロラドスプリングスでプレー。メジャー昇格を目指すものの、昇格することなくシーズンを終えてFAとなり、代理人のアーン・テレムとの契約も解除した。
MLBでは合計7年間プレーし、通算615安打を記録。7年間ですべてのMiLBの組織を経験した。

### 楽天時代
2010年11月25日に東北楽天ゴールデンイーグルスと総額3億円の2年契約を結び、29日に仙台市内で入団会見を行った。背番号は「初心に返る」という本人の希望で西武入団時と同じ「32」。
2011年、7月までは打率.235、4本塁打、OPS.618と打撃不振に陥っていたが、8月には26試合で打率.333、3本塁打、14打点、OPS.852と活躍し、自身5度目の月間MVPを受賞した。当初はクリーンナップでの起用がよく見られたが、後半からは1番に定着。チーム3位の打率.260、9本塁打（同2位）、48打点（同1位タイ）、OPS.675（同2位）、15盗塁（同3位）とチーム内では上位の成績を残し、リーグトップの二塁打数を記録した（34本）。シーズンオフには、背番号が西武、ロッキーズ時代に着用していた「7」に変更された。
2012年、自主トレ時には色紙に「144試合出場」と意気込みを書き入れた。2月3日に東北楽天ゴールデンイーグルス2代目主将に指名された。だが腰痛を発症して開幕から出遅れると、前半戦は右手首痛などによる離脱が重なり、6月、7月には16試合連続安打を記録するも、その後眩暈で再離脱となり、復帰後の8月には月間打率.174という大不振に陥るなどした。しかし9月には24試合で月間打率.361、35安打、3本塁打、23得点、13打点、OPS.918を記録し、得点と安打数は全選手トップと調子を取り戻した。前述の怪我や眩暈などの影響もあり、シーズン規定打席未到達であったが、106試合に出場し、いずれもリーグ平均を上回る打率.266、OPS.720を記録した。更に牧田明久と並ぶチーム最多、リーグ11位の9本塁打、チーム2位、リーグ10位の14盗塁を記録。前年に続き盗塁成功率は8割を上回った他、シーズンサヨナラ安打を3本、うち1本はサヨナラ本塁打を記録した。DELTA算出の選手総合評価指標WARではチーム野手トップ、投手を含めても田中将大に次ぐチーム2位の数値を記録した。通算成績では10月5日の日本ハム戦にて、日米通算200本塁打を達成した。オフの12月4日に、第3回WBC日本代表候補選手34人が発表され候補入りした。
2013年、開幕前の2月20日に、第3回WBC日本代表選手28人が発表され代表入りしたが、同大会では無安打に終わる（詳細は後述）。帰国後のオープン戦でも7打数1安打、開幕後も2戦目まで7打数で安打が出なかったが、3戦目には3安打を放った。開幕戦では7番打者として出場したが、4月9日の日本ハム戦から1番打者として出場。セ・パ交流戦開幕前までで.274、4本塁打を記録していたが、交流戦では打率1割台と不振に陥り、復帰後の6月28日のオリックス戦からは再び7番打者として出場した。また、6月24日のオールスターファン投票最終結果ではパ・リーグの遊撃手部門で1位、6月27日に発表された選手間投票でも1位となり、オールスターゲームに出場。第1戦、第3戦では代打として出場し、第2戦では「8番・遊撃手」として先発出場した。7月は月間打率4割台と復調し、8月中旬には再び打率.270台まで到達したものの、9月以降は打率1割台、三振率が3割を超えるなど不振に陥った。同年シーズンでは右大腿部肉離れの手前の筋膜炎となるなど体調は万全とは程遠かったが、ケアをしながら出場を続け、2年ぶりに規定打席に到達。シーズン通算では本塁打数はケーシー・マギー、アンドリュー・ジョーンズに次ぐチーム3位だったが、統一球の反発係数変更や本拠地改修があったにも拘らず前年から2本増の11本塁打に留まり、本塁打率は前年と同程度、長打率は前年を下回った。また打点数でも同じくジョーンズとマギーに次ぐチーム3位の58打点を挙げたものの、前年リーグ平均を大きく上回っていたOPSは.700とリーグ平均を下回った。OPS同様打率も.248とリーグ平均を下回り、規定打席に到達した年ではMLB時代も含めて過去最低に終わった。走塁面ではシーズン前のキャンプでの30メートル走では聖澤諒に次ぐチーム2位の記録を記録していたもののチーム方針もあり盗塁企図数が減少し、投手の牽制に誘い出され結果的に記録された盗塁死と、シーズン最終戦に一塁走者として二塁走者と敢行したダブルスチール成功によって記録された盗塁による2つのみに終わった。通算成績では8月30日のソフトバンク戦でNPB通算1500試合出場を果たし、9月18日のソフトバンク戦でNPB通算350二塁打を達成した。また、NPB通算打率は.297となり、長らく保持していた3割台を下回ってシーズンを終えた。チームは球団創設後初となるリーグ優勝を果たし、セレモニーではキャプテンとして、選手を代表して優勝旗を授与され、優勝会見では喜びを露わにした。

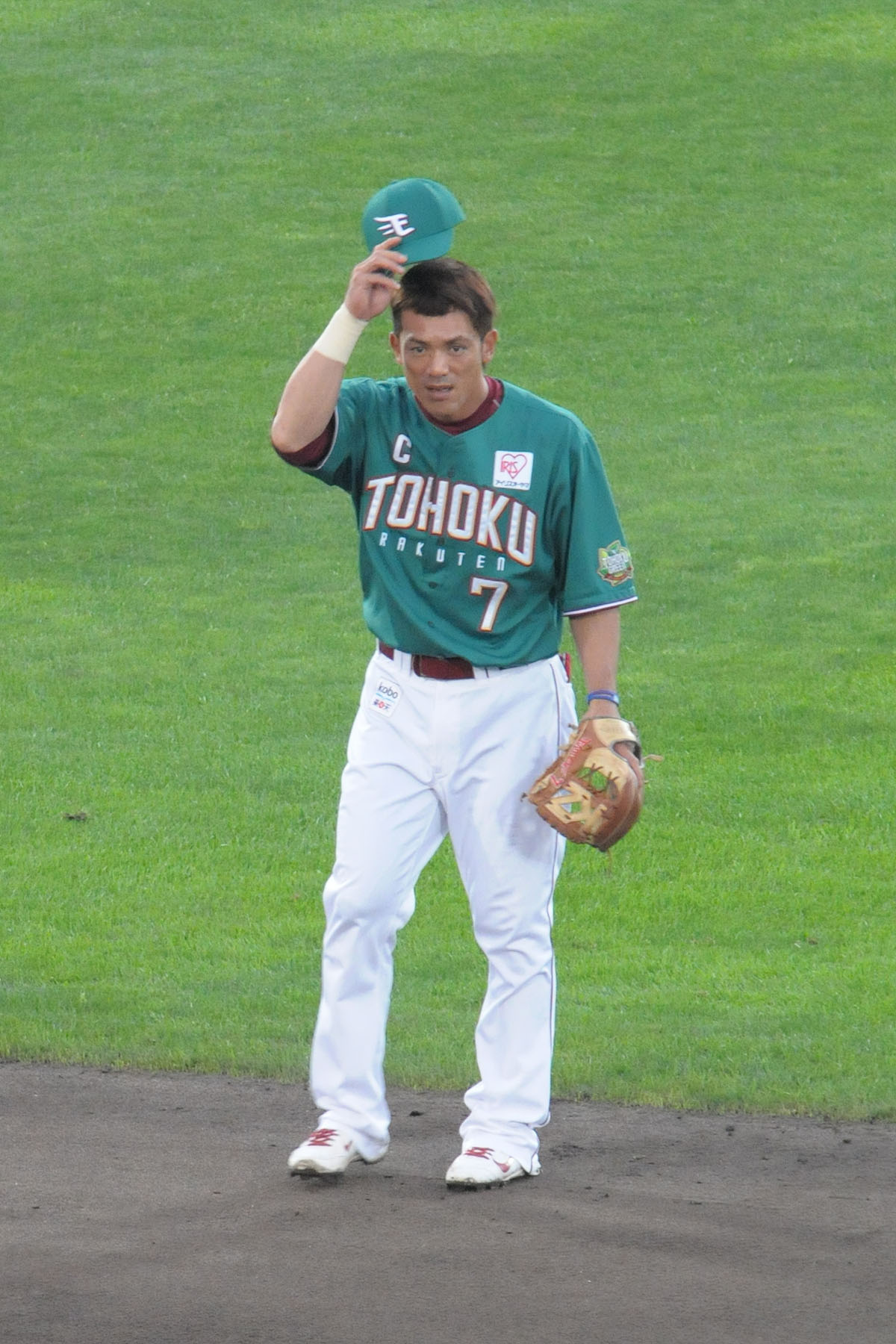
2013年7月31日 こまちスタジアムにて

自身初の経験となるクライマックスシリーズでは、第1戦、第2戦では無安打で終わったが、第3戦では2回に初安打を放ち、続く嶋基宏の安打の際に一塁から好走塁で本塁に生還し、この時に相手の千葉ロッテマリーンズ捕手の里崎智也の股下から左手を伸ばし本塁に触れたことから、多くのメディアに「神の手」と称された。第4戦でも2安打を放ち、チームのCS優勝と日本シリーズ進出に貢献した。日本シリーズでは全7試合にフルイニング出場。第1戦では第2打席で安打を放ち出塁したが、続く嶋の安打で遊撃手坂本勇人のミスを突き三塁を狙うも一塁手ホセ・ロペスの好守備によって阻まれた。更に2点ビハインドの8回裏、二死一・二塁の場面で打席が回り、レフトへの大飛球を放ったが亀井善行の好守備に阻まれ、結局チームは0-2で敗戦した。第2戦では無安打に終わったが（チームは勝利）、第3戦ではマルチ安打を記録した他、2回表に好走塁を見せ、5回裏にはジョン・ボウカーが放った遊撃後方への打球を背走してダイビングで好捕した。更に第4戦、第5戦、第6戦でもマルチ安打を記録。シリーズ通算では2013年の日本シリーズ出場選手中最多安打（9安打）を放ち、打率も出場選手最高の.333を記録した他、再三好守備を見せ、チームの日本一に貢献した。西武時代を含め4度目で初の日本一であり、MLB時代を含めても初のポストシーズン制覇となった。優勝祝勝会ではチームキャプテンとして、乾杯音頭を務めた。

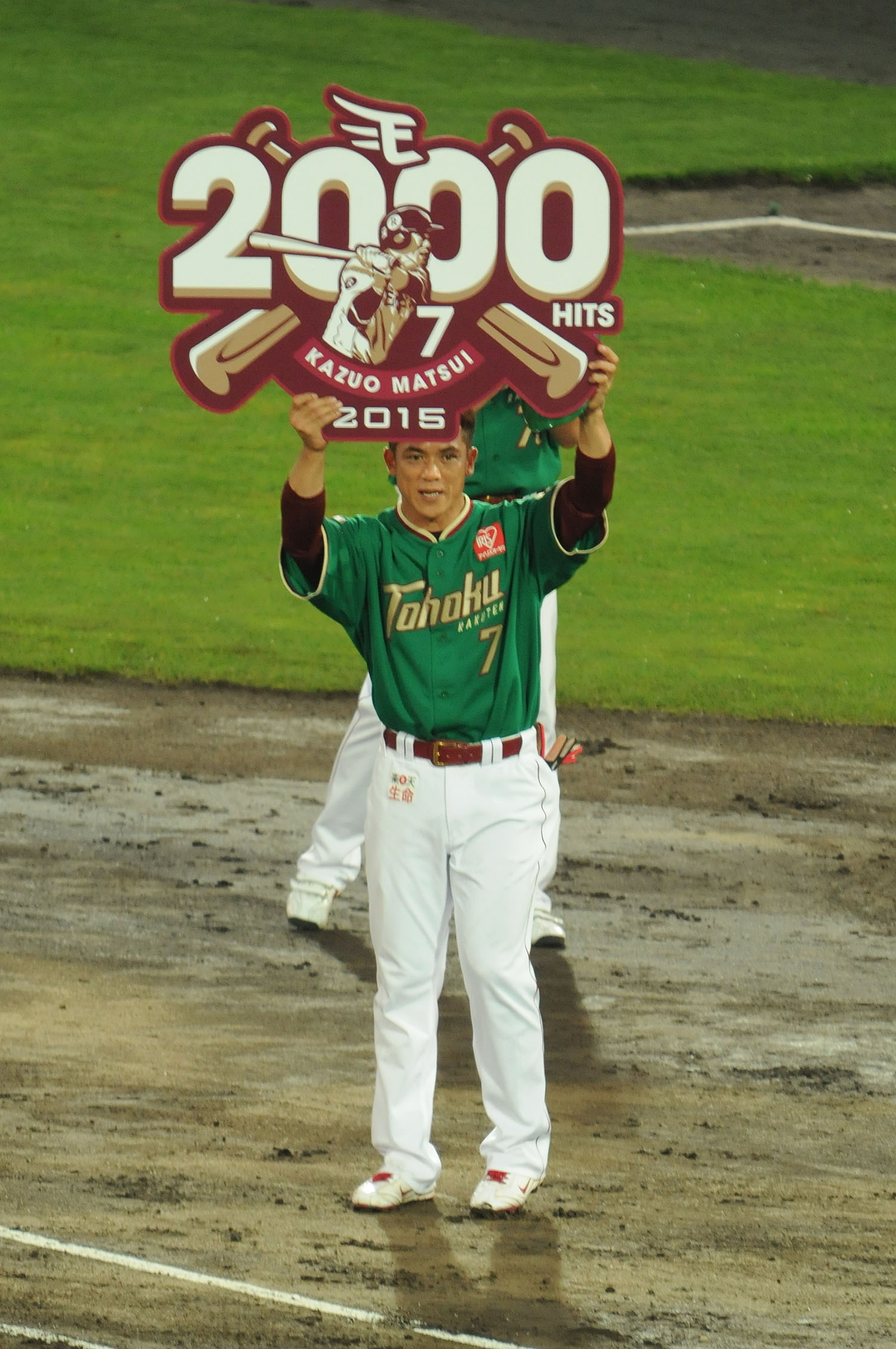
2000安打達成時

2014年、オープン戦では打率.393を記録し、開幕戦の対西武戦（西武ドーム）では2回二死三塁の場面で迎えたシーズン初打席で岸孝之から同年プロ野球第1号となる2点本塁打を放った。その後5月、6月にはいずれも月間打率2割台前半と不振に陥ったが、監督代行を務めた大久保博元により一番打者に抜擢されると打率を上げ、7月には月間打率リーグ3位となる.364を記録し、8月には月間打率リーグ1位となる.380を記録し月間MVPを受賞した。一番打者に抜擢されるまでは打率.249だったが、最終的に.291を記録し、2002年以来12年ぶりとなるパ・リーグ打率十傑入りを果たす（9位）。一番打者としては12球団トップの打率、出塁率を記録した。通算成績では8月24日の対オリックス戦（京セラドーム）で初回に中前安打を放ち、NPB/MLB通算2500安打を達成。守備では従来の遊撃手の他、様々なポジションを経験した。5月から体の負担を減らすため三塁の守備の準備を進め、同月4日のソフトバンク戦では9回にプロ通算2185試合目にして初めて三塁の守備に就いた。8月19日に雨天中止となった日本ハム戦の試合前にはコーチ陣へ外野手への転向希望を伝え、同月21日の対日本ハム戦（札幌ドーム）にて「1番・左翼手」で先発出場し、自身初となる外野の守備に就いた。9月8日のオリックス戦では平野佳寿から逆転サヨナラ本塁打を放った。
2015年、同年より外野手登録となり、外野手へ本格転向。開幕第2戦の対日本ハム戦（札幌ドーム）では適時打や三盗を記録するなど、開幕後2戦で計6打数3安打1盗塁を記録したが、3戦目は下半身の張りにより欠場。4月11日の対オリックス戦（コボスタ宮城）にてプロ野球史上54人目となる3000塁打を達成し、同月23日の対ロッテ戦（コボスタ宮城）ではNPB/MLB通算450盗塁を記録する。5月8日のソフトバンク戦（ヤフオクドーム）ではメッツ時代の2004年以来11年ぶりに1試合2本塁打を記録した。7月28日のソフトバンク戦（秋田）ではNPB通算2000安打を達成した。8月14日の日本ハム戦（コボスタ宮城）で史上12人目のNPB通算400二塁打を記録。立浪和義の持つ歴代最速記録（1868試合）を更新する1755試合目での達成となった。通算成績では記録ラッシュのシーズンとなったが、シーズン成績では9月14日の埼玉西武戦を最後に安打が出ず、ラスト10試合は2試合2打席のみの出場に限られ、最終的に23打席連続無安打でシーズンを終える。松井自身同年の成績について「恥ずかしい」と語り、規定打席には到達したものの外野手登録の選手としてはリーグ最低の打率.256、OPS.690と、外野手転向1年目は芳しくない成績でシーズンを終えた。また西武時代に記録し球団記録となっていた23試合連続安打、シーズン193安打を同年シーズン中にいずれも秋山翔吾に破られている。右翼守備についてはシーズン序盤に高い守備貢献を記録。中盤以降は数字を落としたが、最終的にUZR0.5と平均を上回る数値を残した。データスタジアム版のUZRでも右翼手としてリーグ1位のUZR9.7を記録した（400イニング以上）。11月19日、契約更改交渉に臨み年俸1億6000万円でサイン（現状維持）。来シーズンは2年契約の最終年となる。
2016年、オープン戦では打率.407を記録。開幕から4試合続けて「3番・中堅手」として起用されていたが、3月29日のロッテ戦で左翼手のゼラス・ウィーラーと接触し、30日のロッテ戦に欠場。4月13日のロッテ戦で11試合ぶりにスタメン復帰し、同年第1号の本塁打を放った。しかし6月までで打率が1割台と極度の打撃不振に陥り、6月11日に登録を抹消。8月6日に一軍に復帰したが、起用法は安定せず、代走での出場もあった。最終的には54試合出場、打率.213、本塁打2、打点13と楽天入団以降最低の成績で終わった。オフには56％減となる年俸7000万円で契約更改した。
2017年、4月23日のソフトバンク戦で加治屋蓮から本塁打を放ち、NPB通算200本塁打を達成した。NPB史上100人目の達成で、スイッチヒッターとして2000安打と200本塁打の達成はNPB史上初。6月26日のオリックス戦では2014年8月14日ソフトバンク戦以来となるショートの守備に就いた。

### 第二次西武時代
2017年11月16日、古巣・西武ライオンズへ15年ぶりに復帰することが発表された。また、新たに設けられるテクニカルコーチを兼任することもあわせて発表された。背番号は引き続き「7」。1年契約で年俸は4000万（推定）。

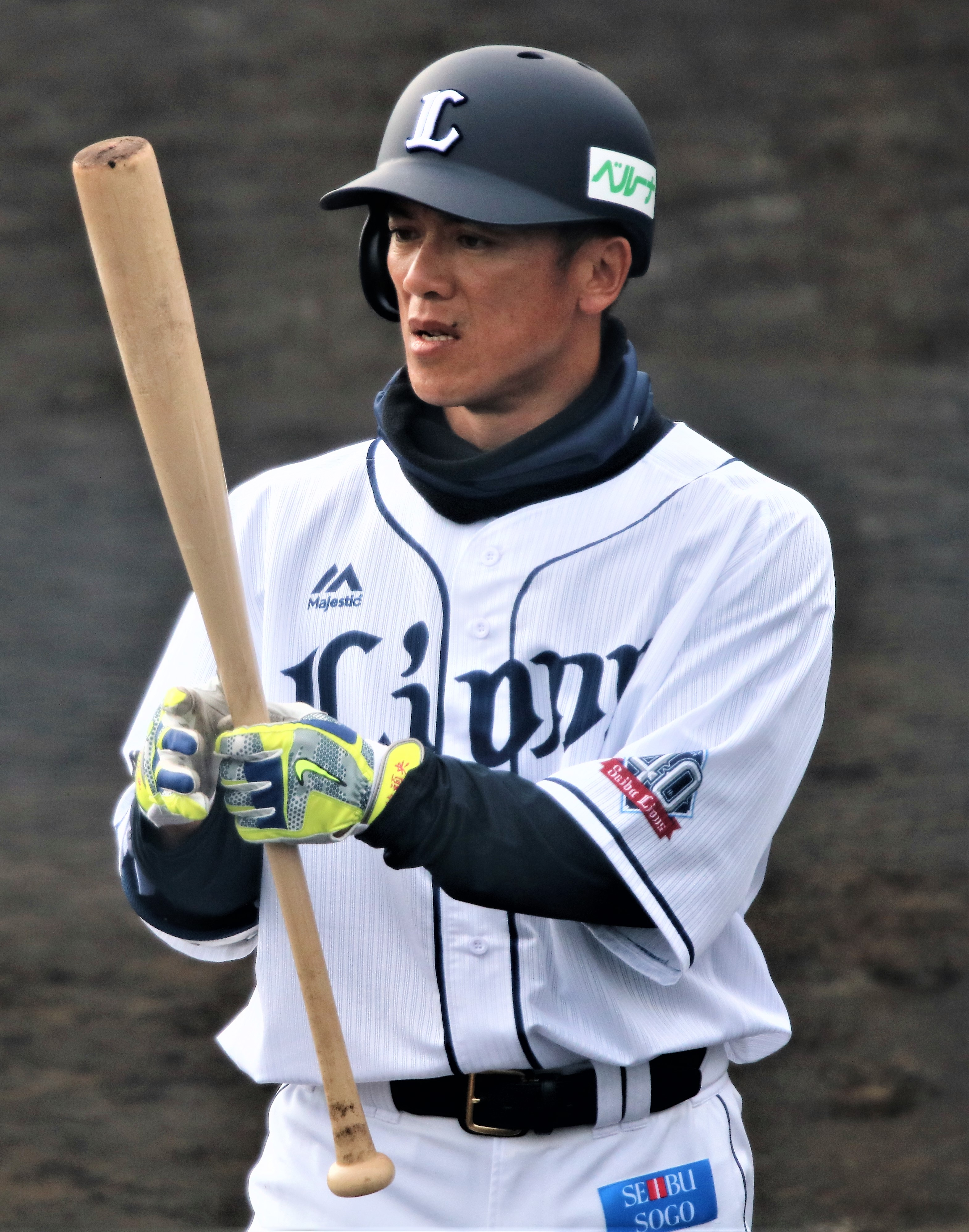
現役最終年の松井（2018年2月9日）

2018年、4月23日、ベンチ入りできるコーチの人数調整のために松井のコーチ登録を抹消された。球団内の肩書としてはテクニカルコーチを継続して務める。9月25日、このシーズンをもって引退することが判明した。11月23日に開催されたファン感謝イベントである「LIONS THANKS FESTA 2018」にて引退セレモニーが実施された。

### 引退後
2019年シーズンから埼玉西武ライオンズ二軍監督に就任。背番号は77。
2022年シーズンは西武の一軍ヘッドコーチに就任。

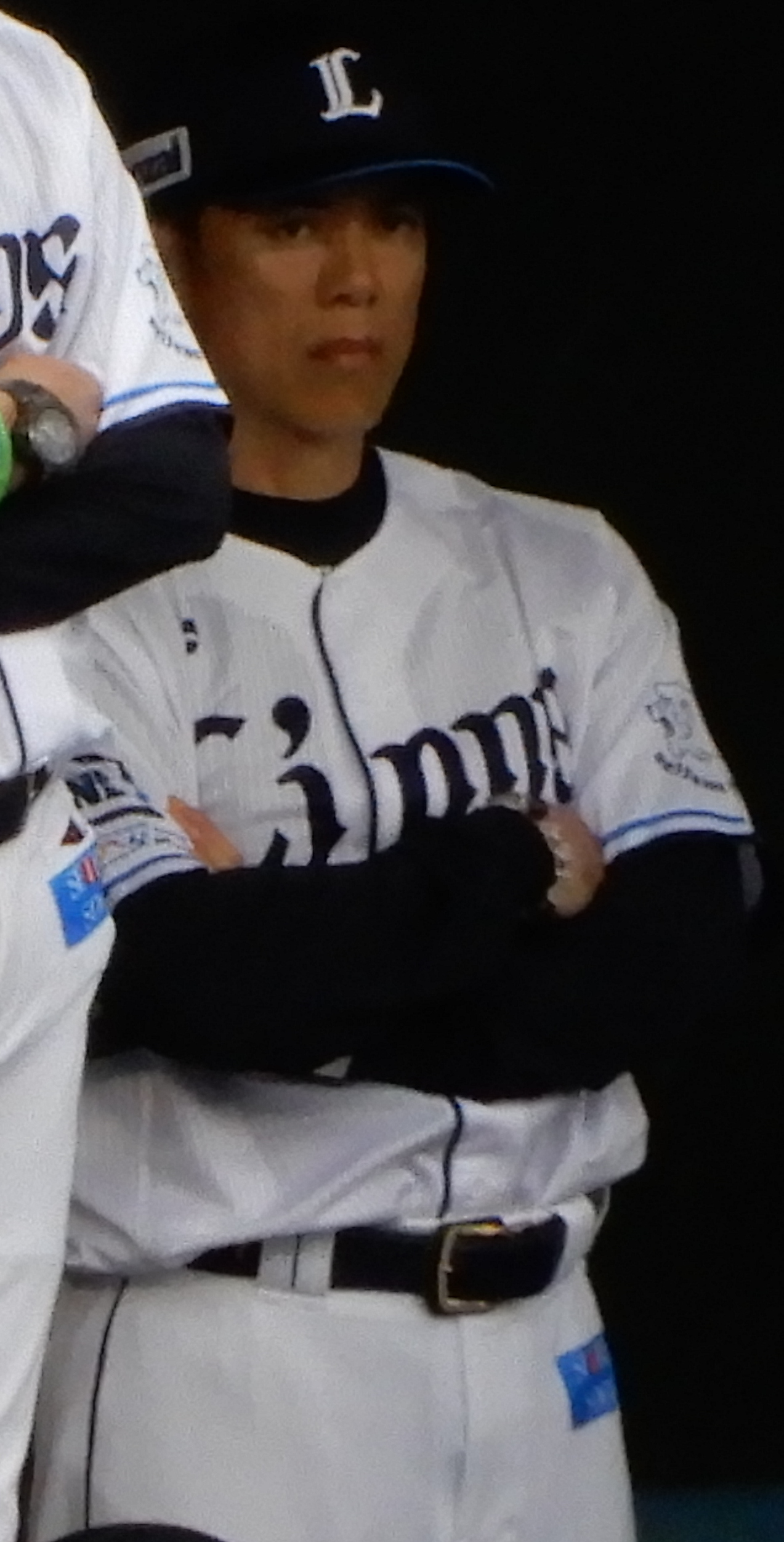
2023年6月6日 埼玉県営大宮公園野球場

同年10月13日、監督を勇退した辻発彦の後任として2023年シーズンから一軍監督に就任することが発表された。背番号はコーチ時代と同じ77 。
2024年5月26日の対オリックス戦を最後に成績不振（15勝30敗、最下位）のため休養に入り、交流戦初戦となる5月28日の対中日戦からゼネラルマネージャーの渡辺久信が兼任で監督代行を務めることが発表された。10月9日、後任として西口文也が一軍監督へ就任し、松井は渡辺と共に退団することが発表された。

### 西武監督退団後
2025年からはフリーの野球解説者として活動する。

## 表記名について
松井秀喜と区別するため、日本のマスコミでの表記は「松井稼」となっている。リトル松井やリトルゴジラと呼ばれることもある。2011年は楽天に松井宏次が在籍していたため、球場のスコアボード表記も「松井稼」となり、アナウンスはフルネームだった。2014年からは楽天に松井裕樹が在籍するためアナウンスはフルネームであるが、スコアボード表記は「松井」となる。メッツ時代には、テレビ中継で Kaz Matsui と表記されたことがある。

## 選手としての特徴
全身バネとも称される高い身体能力を持ち、プレーの美しさ、パフォーマンスの高さで人を魅了する能力を持つ選手。俊足、巧打、長打、強肩、好守を持つ、いわゆる5ツールプレイヤーとして評価され、「史上最強の一番打者」とも称された。『江川卓・スカウティングレポート2000』では、PERFORMANCEの3つの項目である「打力(Hitting)」、「守備力(Fielding)」、「走力(Running)」で、5つ星評価でFielding、Runningが5、Hittingが4.5、『江川卓・スカウティングレポート2001』ではFielding、Running、Hitting全て5という評価が付いており、日本球界最強のオールラウンド選手と呼ばれた。一方で多くのケガを経験し、30歳前後からは離脱が増えている（後述）。

### 打撃
広角に打球を打ち分ける技術を持ち、コンパクトなスイングながら打球をスタンドまで放つ能力を有する。低めのボールを得意とする他、2014年にはアウトコースに対し高打率を記録した。
プロ入り当初は出塁率を求めるためボールに合わせる打撃だったが、フルスイングすることを重視し長打力が開花。2001年の打撃成績への反省から、長打力を増すために研究、試行を行った。バットを寝かせずヘッドを入れないようにしたのがその一つであり、内角球に差し込まれることが減りミートする確率も高くなり、軸も定まり飛距離を増した。MLB移籍後の2007年にはバットスピードを向上させたことでコンタクト能力が向上。速球に強い他、変化球への対応も進歩。スイングはやや大きいもののバットコントロールに優れ、難しいボールをファウルにできることで深いカウントまで持っていく能力に秀でる。2008年は逆方向への長打が増え、oWARやOPS、OPS+、wOBA、wRC+等でMLB自己最高を記録した。
初回先頭打者本塁打が多く、先頭弾男とも称された。日本での通算初回先頭打者本塁打数は現役選手では最多であり、MLBでも通算9本の初回先頭打者本塁打を放っている。
ウエイトトレーニングによる筋力アップで、1998年は9本塁打だったのが2000年には23本塁打に増加した。「本塁打を打てる打撃を研究した」という2002年には前年から12本増となる36本塁打を記録し、同年の日米野球でもMLBの重いボールで2本塁打を放った。2000年から西武最終年となる2003年までシーズンで20本塁打以上、特に最終2年はいずれもリーグ4位、日本人リーグ2位の本塁打を放ち、MLB移籍1年目にも前半戦だけで7本塁打を記録したが、ロッキーズ移籍後には「ロッキーズ移籍後は、むしろパワーは捨てて、堅実な1、2番打者としての役割を再認識されたことで、また輝き始めたような印象も受けますが。」との問いに、「日本では、パワーヒッターでもないのに、あれだけホームランを打てて、打順も3番を任されたことがありました。でも、あのときは、本当の自分ではない自分を作っていたような感じでした。メジャーでやっていくなかで気付いたのは、打球の飛距離なら、いくらでも上がいる。」「メジャーでも、本当の自分ではない自分を求めてしまったら、それは無理がありますよね。だから、メジャーでは、本当の自分を作っていこうと。他人にはなく、自分にはあるものを大切にする。それはなにか考えていくと、僕の場合は、例えば相手が嫌がるようなバッティングだったり、いつでも走れる積極的な盗塁だったり。自分を特徴づけて、そこを伸ばしていこうとすると、徐々にチームに欠かせない選手になれる。チームのバランスでは、ホームランバッターも必要だけれど、リードオフマンも必要。自分がどういう選手なのか、それを知って、それを磨くことが大切なんだなと、改めて思いました」などと答えている。MLB時代は西武時代よりスイングを小さくしており、2011年より日本復帰が決まった直後には少し振りを大きくすると語っている。
若手時代に西武の打撃コーチとして松井を指導した谷沢健一によると、松井は右打席だと体がスウェーする傾向にあり、左打席をやらせてみると体の軸がぶれずいい形で打て、それから本格的に両打ちに挑戦したのだという。過去のスイッチヒッターは叩きつける打法が多かったが、松井は体の回転をうまく使って強い打球を打っており、長打を量産できるのはこのフォーム故だと松井のフォームを解説している（フォームはメジャー移籍前の西武時代のもの）。またメッツ時代の松井のフォームに対してはテイクバックの際の体勢のかがみ過ぎ故、ステップが広くなり腰が回らなく手打ちになってしまっている点などを指摘している。
ロッキーズ時代にMLBのスカウトから「バントのうまさはメジャー有数」と評されていたが、星野仙一からは「欠点を探せばバントが下手なことくらい。」と評されている。
右打席に入るときと左打席に入るときとでは意識して別の人格を演じており、右打席のときには「アホでバカな自分」を前面に出し、左打席のときには「論理的で分析的な自分」を前面に出すようにしていたという。

### 走塁
30メートル走3.6秒、一塁到達までメジャー移籍前は3秒台中盤、メジャー移籍後も4.0秒を記録した俊足を誇り、ベースランニングについても｢滅法速い｣と評されていた。「盗塁にはホームランを打ったぐらいの価値がある」と言い盗塁への関心が特に高く、「塁上の飢えた狼」、「盗塁を心理劇からミュージカルに変貌させる男」という異名を取っている。「数多く走るのではない、成功すること。そうでないと走るべきではないです。」と語っており、2001年にはシーズン26盗塁で盗塁死はなく、盗塁成功率100パーセントを記録するなど、2002年開幕前の時点では309盗塁で盗塁成功率.841を記録。成功率が高いのは、他の選手とのスピードの違いであるという。MLB移籍後も2007年には盗塁死は4度のみで（32盗塁）、同年まで盗塁試行数71回中62回成功。MLBのスカウトには年に150試合出られれば60盗塁以上するポテンシャルがあると評されていた。MLB通算盗塁成功率も102盗塁で.850を記録。この記録はMLB歴代8位の記録である（2013年終了時点）。楽天移籍後も俊足は健在で、2011年のキャンプではベースランニングのタイム、ノックの捕球→送球動作でチーム一速い若手選手を上回る数値を記録し、2013年にもキャンプでの30メートル走でチーム2位の記録を出した。2011年開幕前の時点で306盗塁、盗塁成功率は300盗塁以上で日本歴代2位の.814を記録。2014年終了時点で345盗塁、盗塁成功率.818、日米通算では447盗塁、盗塁成功率.825としている。
普通の選手は二盗を試みる際両足を一・二塁を結ぶラインにそってフラットにリードを取るが、松井は右足を前に出すクローズスタンス。左足のひねる量を増やすことで爆発力を生み、早くトップスピードに乗る狙いがある。当時の一軍内野守備走塁コーチである永池恭男はクローズスタンス、松井に関して「他の選手では左足が流れ、二塁方向に一直線に出せない」、「股関節と膝の柔らかさがあり、強さも兼ね備えているから左足を一直線に出せる」と語っている。リードは聖澤諒や片岡治大に比べると小さく、松井も35歳の時に「（若い）聖沢のあそこまでのリードはできない」と語ったが、当時の紅白戦で自身の通常より0.15m短い3.15mのリードながらスタートの爆発力で補い、簡単に二盗を決めてみせた。

### 守備
メジャー移籍前の西武での守備位置は遊撃手一筋で、他の守備位置は1試合も守っていない。守備範囲の広さ、肩の強さなど高い身体能力を活かした守備を見せる。特に肩の強さに定評があり、西武時代に監督を務めていた東尾修は「そのままピッチャーをやっていても1イニングくらいは抑えられたんじゃないか。マックスで150km/hは超えていた」と語り、同じくコーチを務めていた須藤豊は「あんな肩、見たことがなかった。巨人でコーチしていた頃は河埜和正が強肩の遊撃手と呼ばれていたが比べものにならなかった。まるでメジャーリーガーのよう」と語った。また、当時の二軍監督である黒江透修は「動きが良く、肩が強く、ショートに必要なすべての要素を兼ね備えている」と語っている。1999年のオールスターのスピードガンコンテストでは球速150km/hを計測し、西武第二球場で遠投テストをした際には、120メートル先のバックスクリーン越えの大遠投を披露した（記録は測定不能）。一方でプロ入り当初はフィールディングには難があったため、須藤と共に遊撃手としてのグラブの動きを練習し、小坂誠の動きを手本にしながらフィールディングを磨いていったという。プロ入り後に遊撃手に転向したが、ポジショニングや捕球、送球と守備のすべてをゼロから学び、そこからゴールデングラブ賞を4度獲得するまでの道のりは平坦ではなく、4度のゴールデングラブ賞は才能ではなく練習の積み重ねによるものと自著で著している。通常は二塁手が中継に入るライトからの返球を、西武時代に限っては当時の二塁手でもあった辻発彦の肩の衰えによる影響もあり松井が代わって行ったり、三遊間の深いゴロを一塁にノーステップで送球してアウトにするプレーも多く、松井自身も三遊間ならどこに飛んでも処理できれば刺せると語っている。一塁から本塁を狙った走者が幾度となく松井の強肩で刺され、また松井が守備に就いているときは「内野安打は不可能」とまで言われていた。セイバーメトリクスの専門家からも松井の守備について高く評価されている。
上記のように日本人選手ではトップクラスと言われていた遊撃手としての肩の強さだが、西武時代からMLBのスカウトより肩の強さはメジャーの遊撃手としては平均的と評されていた。一方で、後述のように送球の正確さやフィールディング、守備範囲は高く評価されていた。送球の際の腕の角度は様々だが、どの角度で投げても正確な送球ができ、捕ってから投げるまでも素早い。守備範囲も2001年には平均よりかなり上、2003年も平均より上と評されていた。一歩目の動きが非常に速いため、両側にかなり広い守備範囲を持っており、後方にも非常に広い守備範囲を持つ。フィールディング能力も平均よりかなり上と評されており、グラブ捌きは迅速かつ柔らかく、ジャンプ力や打球への読み、敏捷性やボディコントロールにも優れていた。2001年には「守備ではトップから4、5番目の優れた遊撃手になれる」、2003年には「ゴールドグラブを受賞できる」との評価が下されている。1996年の日米野球の際にはカル・リプケン・ジュニアから「3年目にしてはグラブさばきもグッド。経験を積めばもっとうまくなる」、アレックス・ロドリゲスから「彼がまだショートに転向して3年目なんて、スピード、フットワークとも素晴らしい」と評価された。
一方でMLBでは天然芝の球場が主流であり、NPBの球場は人工芝若しくは土のグラウンドがほとんどで、メジャータイプの球場がYahoo! BBスタジアムのみだったことが懸念されていた。MLB1年目はメジャーの球場に適応できず、打球へのアプローチが日本時代とは別人のようになる。シーズン途中には日本にいたときとほぼ同じ状態をつかみつつあったものの、二塁手への転向を宣告された。
二塁守備でも2005年のシーズン当初は苦戦を強いられたが、2006年にはDRS、UZRでプラスを記録し、更に2007年にはゴールドグラブレベルと評価されるまでとなった。人工芝でプレーした時期が長かったためか人工芝特有の「打球を待って捕る癖」などが足かせとなっていたが、天然芝でプレーする経験を積むに従い、フットワークが向上。俊敏性に優れ、モーションは非常に滑らかで、特に一・二塁間の打球に強い。2008年も高い評価をする向きがあり、2009年にも最も優秀な守備選手に贈られる「ディフェンシブ・プレイヤー・オブ・ザ・イヤー」の候補10人の中に名を連ね、リーグ2位、チーム歴代2位となる守備率.991、ダブルプレー達成数リーグ2位を記録するなど高い評価を得ていたものの、DRSとUZRでは2008年は平均を下回り、2009年はいずれも平均（±0）だった。MLB通算では二塁手としてDRS2、UZR5.6、遊撃手としてDRS-7、UZR-12.7の数値を残す。DPR（併殺）、RngR（範囲）、ErrR（失策）の中で遊撃手としてはプラスを記録したのはDPRだけだったが、二塁手としては全てプラスの数値を保持した。レンジファクターは2004年に遊撃手リーグ3位、2007年、2009年には二塁手リーグ1位を記録した。
楽天移籍後も遊撃手、二塁手として出場。テレビ番組すぽると!（2012年11月28日放送）の「プロ野球選手100人が選ぶ1／100」の守備部門において3位に食い込み、WBC日本代表のチームメイトの坂本勇人は「松井さんの投げる球は威力があって怖い。コントロールも正確だし、レベルが違います」と述べた。2013年にも遊撃手として規定試合数に到達し、DELTA算出のDP（併殺）、ErrR（失策）では遊撃手として平均以上と優れた数値を叩き出したが、RngR（範囲）では平均を下回っている。肩や守備範囲には陰りが見えるが、捕れる打球を確実に処理し、捕球後に素早く送球するスローイングは色褪せておらず慧敏さは喪失していない。
2013年のWBC日本代表合宿ではプロ初の三塁を守り、2014年にも5月から体の負担を減らすため三塁守備の準備を進め、5月4日にシーズンで初めて三塁を守った。同年には自ら志願し外野に挑戦し、8月21日にシーズンで初めて外野の左翼手の守備に就く。2015年には登録を内野手から外野手へ変更し、外野手へ本格的に転向。外野守備について大塚光二から前の打球に対してのチャージの仕方、捕球してからのスピードを称賛されており、中堅手としてコンビを組んでいる聖澤諒からは「打球判断、足の速さ、野球センスの塊です。カバリングに気を使う必要もないし、べらぼうにうまい右翼手だと思います」と評されている。同年は400イニング以上出場した右翼手としてリーグナンバーワンのUZR9.7を記録した。
手首の使い方は12球団一とも評された。肩肘の負担をなくすためスナップスローに取り組み、不利な体勢で捕球しても一瞬で体に軸を作り矢のような送球を放つことができる。バックハンドトスの技術も高く、三塁に就いていた6月13日の広島東洋カープ戦では、三遊間のゴロを捕球してそのまま二塁に約25メートルの距離をバックハンドトスで送球し封殺を完成させた。2015年より外野手転向に伴い内野手独特の横手からのスナップスローを封印する。
プレーが「派手」とも言われる。
「基本に忠実だからこそ可能な、難しい打球をいとも簡単にさばくようなプレーこそが、プロの守備である」との考えを持っている。

### 故障
小学生時代から多くの怪我に見舞われており、PL学園時代の思い出は試合より怪我とどう闘ったかしか思い出せないくらいだという。高校時代に怪我で出場機会に恵まれなかったことが試合を休んでレギュラーを譲ってはいけないという教訓になっているといい、シーズン全試合出場に拘り怪我や体調不良があっても試合を休まず、1996年から西武最終年の2003年まで全試合出場を続けた。ぎっくり腰の状態で打席に立ったこともあり、また当時の守備走塁コーチである笘篠誠治は、オールスターで負傷しても後半戦開幕戦に出場を志願した松井に対しサイボーグと称したこともある。西武時代晩年には腰痛等の影響で指名打者での出場もあり、本塁打を打った際に足を引き摺りながらベースランニングするといった光景も見られた。
8年連続全試合出場を続けた西武時代とは対照的に、MLB移籍後は移籍1年目から6年連続で故障者リスト入りするなど、幾度となく怪我で離脱を経験した。日米通算2000安打を達成した頃には故障者リスト入りが実に9度にも及んだ。2009年シーズン前のオフにはコアトレーニングに取り組んだ。コアを重点的に鍛えたことで毎年のように悩まされていた故障を克服できた旨を語っており、同年シーズンは一度故障者リスト入りしたものの、MLB移籍後では自己最多の出場数を記録した。

### 評価
日本プロ野球選手会が2000年より毎シーズンオフに行っている「選手が選ぶ!ベストナイン」にパ・リーグ遊撃手部門で、2000年から西武最終年となる2003年まで4年連続で選出され、2013年も選出された。また、かつてセンチュリーベストナインにも選出されており、日本プロ野球史上最高の遊撃手とも呼ばれた。書籍『プロ野球を統計学と客観分析で考える セイバーメトリクス・リポート1』でのオールタイムベストナインのダイジェスト選出では指標の数値では松井を選出することになるとされている。
守備について、週刊ベースボール実施の『球界200人が選んだ！内野守備ランキング』において遊撃手3位、テレビ番組すぽると!（2012年11月28日放送）の「プロ野球選手100人が選ぶ1／100」の守備部門において3位と、軒並み高い評価を受けている。一方で、久慈照嘉は松井の守備に対し芳しい評価を与えていない。
MLB EloRaterにおいて、メジャー歴代日本人野手では3位にランクインしている。
二宮清純は自著で松井が西武に在籍していた頃監督を務めていた東尾修から、ロッテの監督をしていたボビー・バレンタインから「誰とでもいいから交換してくれないか」と松井とのトレードを持ち掛けられたことがあると聞いた旨を記している。東尾も公式サイトで95年のシーズン中にバレンタイン監督から「無条件トレードの申し入れがあった」ことを記しており、「メジャーの監督経験のあるバレンタインが惚れこむほどの力が、2年目のカズオにあったのだ。」とも綴っている。
ダリン・ジャクソンは「信じられない肩」「まるでイチローみたいな肩だった」「この少年は本当に強かった。松井は強さ、コンディショニング、スピードなどのあらゆる面で、すべての選手を上回っていた。すべての選手です。彼はチームで最もすごいアスリートだったのです」「最高の肩を持ち、最速の足を持ち、弾丸ライナーでどこにでも打球を飛ばしていた」と評している。
金村義明は「練習をみていてとんでもない身体能力だなとびっくりした。」「22年間野球に携わってきて、あいつはナンバーワン。スピード、パワー、そしてハートも超一流。」「西武に来た選手がみんな驚くのが、稼頭央のパワーとスピード。外国人までがひっくり返る。」などと語っている。

## 身体能力
身体能力の高さは周囲の誰もが一目置いており、日本人としては究極とも評される。かつて髙木大成は「今のプロ野球選手で、自主トレしなくてもキャンプに入れるのは、稼頭央しかいないでしょう」と語っていたが、自主トレの「松井稼塾」に参加した高山久があまりのハードさにパンクしてしまったというほど実際はハードな自主トレを積んでいるという。メッツ時代には相次ぐ故障による練習不足により身体能力と走力が低下している。
2011年時点の体脂肪率は12%。また、若い頃はずっと体脂肪率は1桁だったと語っている。若手に負けないトレーニングで肉体の衰えを防いでいるという。2014年も10%以下を維持している。
ずば抜けた瞬発力を持っている。筋肉を構成する筋線維は、持久力に優れた遅筋線維と、瞬発力やスピードを生み出す速筋線維に分かれるが、宮本英治は松井は特に速筋線維が優れていると分析しており、「一流のアスリートになればなるほど速筋繊維は柔らかいが、稼頭央のはゴムまりのよう。あの柔らかさは筋肉番付で一緒になって触ったヒクソン・グレイシー並み」「弾力を持った筋肉なのに、グッと力を入れるとカチッと硬くなる。その時にものすごい力が出るんですよ。僕は他のスポーツも含めて色々な選手を見てきましたけど、ちょっと初めてですね、こういう筋肉は」などと語っている。 また「何のスポーツをやってもトップになれる」「持久力系はキツイかもしれないけど、陸上の短距離、投擲、ラグビーだってイケる。格闘技やっても強いでしょうね」「もし野球をやっていなかったら、短距離走やレスリング、瞬発力系の種目で金メダリストになれた」とも語っている。
清原和博は西武時代に「あいつは陸上でメダル取れるんやないか。いまならまだ間に合うで」と語っている。スポーツマンNo.1決定戦の際にも「プロ野球選手じゃもったいない。陸上選手のほうがいいんじゃないですか。オリンピックで金メダル獲れますよ」と語っている。またある大学の陸上関係者はダッシュの練習を見た際に「30メートルまでなら日本の短距離界でもトップクラスでは」と真面目な顔をして語ったというエピソードがある。
星野仙一は「稼頭央の一番すごい部分は、身体能力が並外れて高いところ。過去の選手と比べてもその能力はナンバーワンだね。」と称賛している。
2009年に長嶋茂雄ドリームプロジェクト2009に参加した際、握力測定で出場選手中一番の77.3kgを記録した。
30メートル走では3秒6を記録したことがあり、2013年のキャンプでの30メートル走では聖澤諒に次ぐチーム2位の記録を記録した。
100メートルを足を肉離れした状態で12秒ちょっとで走ったことがある。
2011年のシーズン終了後のオフに放送されたテレビ番組「新春!名球会ゴルフin台湾」の「一球入魂！スピードガン対決！」において、王チームの最後の砦として出場。高木チームに勝つには球速135km/h以上が必要だったが、137km/hを記録し王チームを逆転勝利に導いた。2014年のキャンプでブルペンで投球した際にもMAX137km/hを記録した。
スクワットでは体重の約2倍にあたる160キロのバーベルを楽々とこなしたことがある。これはラグビー、柔道などパワー系スポーツ選手の数字である。
バレーボールを使用すればダンクシュートができる。ジャンプは足りているものの片手でバスケットボールがつかめず、バレーボールで試みるとうまくいったという。

### スポーツマンNo.1決定戦
『最強の男は誰だ!壮絶筋肉バトル!!スポーツマンNo.1決定戦』に4度出演している。しかし種目を欠場することも多く、特にMONSTER BOXは一度も出場していない。2000年に放送された大会では7種目中僅か2種目の出場に留まった（スペシャルトライアルのWORK OUT GUYSを除く）。同番組は当時お正月の人気番組だったこともあり、松井の名が野球ファン以外にも知られるきっかけともなった。
1997年
膝の怪我をしていた髙木大成の代役での出場だった。第2種目のDASHでは1995年大会で飯田哲也が6秒29を記録しているが、床の上で出したこの記録は陸上競技用のスパイクを履けば5秒台に相当するという（飯田は更にその後の1996年大会では6秒26を出し記録を更新している。）。この大会では飯田が予選の第1組で登場し、後半流したにもかかわらずいきなり6秒25を出し記録を更新。しかし予選の第4組で登場した松井が後半歩いてゴールしながら1組目で飯田が記録したDASH最高記録を0.01秒上回る6秒24を記録。準決勝では1組目で飯田が6秒14を記録し会場から歓声が上がったが、松井はそれを上回る6秒11を記録。会場は再び悲鳴にも似た大歓声が上がり、飯田は松井の走りを見て驚嘆したという。決勝では松井が6秒07を記録し、飯田に背中を見せつける大差で三連覇を阻止した。
第4種目のSHOT-GUN-TOUCHでは12m00cmまでダイビングもせずにクリア。続く12m20cmでも他の選手がギリギリで勝負している中マットに体を任せたもののダイビングせずクリアした。続く12m40cmもまだ誰もクリアしていない状況の中またもダイビングせずクリア。2回目に挑んだ城友博が失敗し、松井のNo.1が確定。ここから自己申告が許された松井は、マーク・クリアが持つ世界記録12m60cmを上回る12m70cmを申告。1回目は失敗するも2回目で成功。その後12m80cm、12m90cm、13m00cmを成功。この競技で25ポイントを獲得し独走態勢に入る。
最終種目のTHE GALLON THROWでは5m20cmで1度失敗するも2回目で成功。パワー系の選手が脱落する中同競技ベスト3を確定させた。続く5m30cmに失敗するも垣内哲也、清原に次ぐ3位となり、総合No.1に輝いた。
1998年
第1種目のTHE BEST OF TUGGERではチーム佐竹としてチーム古田に敗れ、第2種目DEAD MAN'S DROPでも1回戦で秋山幸二に敗れ2種目連続で1回戦敗退となった。松井はMONSTER BOXに欠場し、前回No.1のDASHにかけてきた。予選第1組に登場し、最後に軽く流したにもかかわらず6秒30を記録。準決勝では1996年パ・リーグ盗塁王の村松有人と対決し、最後に流しながら6秒15を記録。見ていた緒方孝市は「速すぎる、スピード違反じゃ」と叫んだという。緒方とのセ・パ盗塁王対決となった決勝ではスポーツマン新記録となる6秒06を記録しNo.1に輝いた。THE GALLON THROWでは前回の記録を更新し、5m40cmを記録し2位。
7種目終了時点では総合4位で、1位の秋山との差は220ポイントだったが、最終種目のSHOT-GUN-TOUCHで13m20cmまで到達。この距離を成功させれば秋山を抜き暫定1位だったが失敗に終わり、2連覇はならなかった。
1999年
第1種目BEACH FLAGSでは決勝で河口正史を破りNo.1に輝く。POWER FORCEでは1998年のパ・リーグMVPに輝いた松井、JリーグMVPに輝いた中山雅史（ジュビロ磐田）のMVP対決が実現し、これに勝利した。その後決勝まで進出するも高田延彦に敗れ、2位に終わる。その他THIRTYでは3位に輝き、THE GALLON THROW、SHOT-GUN-TOUCHの2種目を残して暫定1位と2度目の総合No.1をほぼ手中に収めていたが、その2種目を欠場し、トータルではMONSTER BOX、THE GALLON THROW、SHOT-GUN-TOUCHの計3種目を欠場。総合8位に終わる。
2000年
総合ポイントには加算されないスペシャルトライアルのWORK OUT GUYSでケイン・コスギと同組に。丸太切りでケインに出遅れるもトラック引き前にはリード。しかしトラックのロープを身にかけるのに時間を要し、最終的にケインに後れを取った。タイムは暫定1位だった井口忠仁のタイムを上回り、ケインに次ぐ暫定2位の好タイムだった。最終的にフランシスコ・フィリォ、ケイン、ニコラス・ペタスに次ぐ第4位のタイムだった。その後第1種目のBEACH FLAGSから第5種目のTHIRTYまでの5種目を欠場。最終2種目であるTHE GALLON THROW、SHOT-GUN-TOUCHの2種目を理由は定かではないが別会場で挑んだ。欠場種目が多かったため総合No.1争いには絡まなかったものの、THE GALLON THROWではケインやペタス、フィリォ、河口、秋山、サミー・ソーサらを退け、当時歴代2位となる記録6m00cmでNo.1に輝いた。

## 人物
1995年に本名から変更した登録名の『稼頭央』には「中央で先頭に立ち、活躍する」という意味が込められている。
夫人は菊池美緒で、2人の子供をもうけており、長女・松井遥南はモデルとして活動。夫人はUCC上島珈琲のすらっと茶のCMに出演しており（中村玉緒と共演）、松井もUCC上島珈琲のUCCスーパー2のCMに出演している。夫人のはとこには五十嵐隼士がいる。
ロッキーズでチームメイトだったトッド・ヘルトンとは1995年のシーズンオフに開かれたハワイ・ウィンタートレーニングのマウイ・スティングレイズでも共にプレーしたチームメイト。ヘルトンは、会話こそしなかったが松井のピッチングも含めた守備に強い印象を受けたと語っている。なお、ヘルトン自身は前記の通り、会話はなかったと言っており既に忘れていることのようだが、松井本人はアクシデントで急遽マウンドに上がり相手チームから三者三振を奪い、興奮して挑発的な仕草をした直後にヘルトンから「デッドボールの報復があるから、やめておけ」とたしなめられたことを覚えていた。またロッキーズのヘッド・トレーナー、キース・ダガーも同チームに帯同していた。
メッツ時代に二遊間コンビを組んでいたホセ・レイエスとは互いに実力を認め合っており、いつも行動を共にしていた。レイエスは松井がロッキーズに移籍する際「マツイは毎日、野球がうまくなるために積極的に練習していた。でも相次ぐ故障で本来のプレーができずに苦しかったと思う。これからもベストを尽くしてもらいたい」「いいやつだし、一緒に野球ができて楽しかった」と語っている。
バスケットボールやテニスが好きであり、中学時代は一時期バスケットボール部に所属していたこともある。オフに自主トレに加える形でバスケットボールやテニスをするという。もし野球をやっていなかったらバスケットボールの選手を目指していたと語っている。また中学時代はボーイズリーグに所属していたため、学校の野球部には入部しなかったが、他の部活に飛び入りで参加していた。他のスポーツで様々な動きを吸収し、それが野球の動きにも応用できているという。
ブルース・リーが好きであり、また小学3年生の時は野球とかけもちで少林寺拳法を習っていた。
同じ大阪出身で同級生である上原浩治とは親しい間柄にあり、共に練習を行ったり食事をしたりしている。2003年のオールスターゲームでは全球ストレート勝負した。
子供の頃は原辰徳が好きだったという。
高校の先輩でもある宮本慎也を憧れの選手としている。また一時期シーズンの失策数が20を超え危機感を抱いたため宮本にアドバイスを求めたところ、送球の安定する方法や捕球の姿勢を懇切丁寧に教えてくれたとのこと。
2013年に楽天に加入したアンドリュー・ジョーンズ、ケーシー・マギーがチームに溶け込めるよう、キャンプから積極的に声を掛け、ジョーンズは「松井はものすごく気をつかってくれる。おかげで楽しくやれている」と語り、マギーも「いつもジョークを飛ばしてくる。異国の地でプレーする僕らの立場を分かっているんだ」と語っている。ジョーンズはメジャーで松井と対戦経験があり、以前から松井の存在を知っていたという。またジョーンズは日本シリーズの移動日の際に松井の自宅を訪れ、チームメイトを交えたホームパーティーを行い「本当にいいチームメイトに恵まれている」と語っている。
努力家であり、元チームメイト、練習パートナーである熊澤とおるは「カズが一番すごいのは、努力できる才能と勇気」と語っている。西武時代の監督である東尾修は松井について「人の5倍練習した。慣れない守備と左打ちが2倍ずつで右打ちだけ人並み。」と自身のコラムで著し、2009年8月15日に日米通算2000安打を達成した際には「スイッチヒッターと守備と、とにかく何倍も練習してきた選手。メジャーでは故障など苦労もあったと思うが、それを乗り越えて達成した数字に敬意を表したい」と語っている。
楽天時代には「BURN!」（バーン）というパフォーマンスを行なっていた。メジャーリーグ時代の同僚が行っていたという動きで、右手でハイタッチをしようとして、そこから後ろに手を引くという動きのパフォーマンスである。名前は公募により決定した。

## 日本代表
小学生時代から高校生時代まで日本代表に選出されたことは無く、日本代表に選ばれたのはアテネオリンピックの予選時が最初である。日の丸がついたユニフォームへの憧れを強く抱いていたといい、日本代表のユニフォームに袖を通した時には、胸に何か熱いものが去来したという。アテネオリンピックの予選では台湾戦で2安打2打点、韓国戦では犠打で先制点を演出するなど計11打数3安打3打点で日本の3試合全勝にリードオフマンとして貢献。アテネオリンピック本選はMLBに移籍したため出場しなかったが、ビデオで日本代表にメッセージを送った。
第2回WBC日本代表には松井はNPBから協力を求める事前連絡を受けながらまさかの落選となり、所属事務所幹部が「選手へのリスペクト（尊敬の念）が足りない」と激怒するなど騒動となった。代表に選ばれた松坂大輔は一緒にやりたかったと語っている。その後松井は優勝を果たした日本代表に祝福の声を上げた。
第3回WBC日本代表では代表に選ばれた。キャンプでは「プロに入って一番、振っているかも分からない」というほどWBCにかけており、所属していた楽天の監督星野仙一も心配するほど急ピッチで仕上げた。対外試合初スタメンとなる壮行試合のオーストラリア戦では逆転の3点適時三塁打を含む4打点を記録するなど好調だったが、次の強化試合の阪神戦では「2番・二塁手」として先発出場する予定だったものの腰痛で欠場した。本戦では進塁打や四球はあったものの安打は出ず、スタメンで起用された試合は全て途中交代となった。準決勝で9回二死に代打として起用されるもセンターフライに倒れ、日本代表の最後の打者となった。

## 日米野球
1996年の日米野球では田中幸雄の負傷により補充選手として合流し、第5戦で3番ショートとして出場、5打数3安打2盗塁を記録。トータルで18打数10安打の打率.556と打ちまくった。盗塁も5つ記録し、守備でも続けざまに好プレーを披露。
2002年の日米野球では第1戦で「2番・遊撃手」として先発出場していた石井琢朗に代わり代打で出場し安打を放つなど、3打数2安打を記録した。その後第2戦から最終戦まで1番ショートとしてフルイニング出場した。第6戦ではアリゾナ・ダイヤモンドバックスのミゲル・バティスタのストレートを本塁打とし、日米野球日本人選手では1964年の江藤慎一、1974年の高田繁と並ぶ3人目、28年ぶりの先頭打者本塁打を記録した。松井は「1本くらいホームランを打ちたいと思っていたから最高やね」と語り、バティスタは「リトル・マツイは機敏さだけでなく、パワーも十分さ。（ダイヤモンドバックスの本拠地がある）アリゾナに連れて帰りたいよ。きっと戦力になる。ボスにはオレが推薦するよ」と語った。4回にはアナハイム・エンゼルスのスコット・ショーエンワイスが投じた外角高めの球を左翼上段へ運び2点本塁打を放つ。日米野球日本人選手の1試合2本塁打は1984年11月13日の対ボルチモア・オリオールズ戦で宇野勝が打って以来18年ぶりであり、川上哲治、王貞治ら過去5人、回数にして8回目の快挙であり、左右両打席で記録したのは初めてだった。トータルで32打席で規定打席到達者では1位の打率.423（26打数11安打）、5四球、1犠飛、2本塁打、7打点、出塁率.500、長打率.731、OPS1.231の記録を残した。
日米野球は通算4度出場。通算成績は68打数26安打で打率.382。

## 詳細情報

### 年度別打撃成績
| 年 度     | 球 団     | 試 合 | 打 席 | 打 数 | 得 点 | 安 打 | 二 塁 打 | 三 塁 打 | 本 塁 打 | 塁 打 | 打 点 | 盗 塁 | 盗 塁 死 | 犠 打 | 犠 飛 | 四 球 | 敬 遠 | 死 球 | 三 振 | 併 殺 打 | 打 率 | 出 塁 率 | 長 打 率 | O P S |
| --------- | --------- | ----- | ----- | ----- | ----- | ----- | -------- | -------- | -------- | ----- | ----- | ----- | -------- | ----- | ----- | ----- | ----- | ----- | ----- | -------- | ----- | -------- | -------- | ----- |
| 1995      | 西武      | 69    | 219   | 204   | 25    | 45    | 9        | 1        | 2        | 62    | 15    | 21    | 1        | 7     | 1     | 7     | 0     | 0     | 26    | 4        | .221  | .245     | .304     | .549  |
| 1996      | 西武      | 130   | 518   | 473   | 51    | 134   | 22       | 5        | 1        | 169   | 29    | 50    | 9        | 26    | 2     | 14    | 0     | 3     | 93    | 2        | .283  | .307     | .357     | .664  |
| 1997      | 西武      | 135   | 645   | 576   | 91    | 178   | 23       | 13       | 7        | 248   | 63    | 62    | 15       | 18    | 2     | 44    | 5     | 5     | 89    | 4        | .309  | .362     | .431     | .793  |
| 1998      | 西武      | 135   | 641   | 575   | 92    | 179   | 38       | 5        | 9        | 254   | 58    | 43    | 14       | 6     | 4     | 55    | 9     | 1     | 89    | 10       | .311  | .370     | .442     | .812  |
| 1999      | 西武      | 135   | 609   | 539   | 87    | 178   | 29       | 4        | 15       | 260   | 67    | 32    | 7        | 8     | 6     | 56    | 7     | 0     | 75    | 7        | .330  | .389     | .482     | .872  |
| 2000      | 西武      | 135   | 611   | 550   | 99    | 177   | 40       | 11       | 23       | 308   | 90    | 26    | 3        | 6     | 7     | 46    | 5     | 2     | 60    | 8        | .322  | .372     | .560     | .932  |
| 2001      | 西武      | 140   | 613   | 552   | 94    | 170   | 28       | 2        | 24       | 274   | 76    | 26    | 0        | 4     | 5     | 46    | 2     | 6     | 83    | 13       | .308  | .365     | .496     | .861  |
| 2002      | 西武      | 140   | 651   | 582   | 119   | 193   | 46       | 6        | 36       | 359   | 87    | 33    | 11       | 9     | 3     | 53    | 6     | 4     | 112   | 3        | .332  | .389     | .617     | 1.006 |
| 2003      | 西武      | 140   | 655   | 587   | 104   | 179   | 36       | 4        | 33       | 322   | 84    | 13    | 10       | 3     | 6     | 55    | 6     | 4     | 124   | 4        | .305  | .365     | .549     | .914  |
| 2004      | NYM       | 114   | 509   | 460   | 65    | 125   | 32       | 2        | 7        | 182   | 44    | 14    | 3        | 5     | 2     | 40    | 4     | 2     | 97    | 3        | .272  | .331     | .396     | .727  |
| 2005      | NYM       | 87    | 295   | 267   | 31    | 68    | 9        | 4        | 3        | 94    | 24    | 6     | 1        | 5     | 4     | 14    | 1     | 5     | 43    | 2        | .255  | .300     | .352     | .652  |
| 2006      | NYM       | 38    | 139   | 130   | 10    | 26    | 6        | 0        | 1        | 35    | 7     | 2     | 0        | 3     | 0     | 6     | 1     | 0     | 19    | 1        | .200  | .235     | .269     | .505  |
| 2006      | COL       | 32    | 126   | 113   | 22    | 39    | 6        | 3        | 2        | 57    | 19    | 8     | 1        | 1     | 2     | 10    | 0     | 0     | 27    | 0        | .345  | .392     | .504     | .896  |
| '06計     | COL       | 70    | 265   | 243   | 32    | 65    | 12       | 3        | 3        | 92    | 26    | 10    | 1        | 4     | 2     | 16    | 1     | 0     | 46    | 1        | .267  | .310     | .379     | .689  |
| 2007      | COL       | 104   | 453   | 410   | 84    | 118   | 24       | 6        | 4        | 166   | 37    | 32    | 4        | 8     | 1     | 34    | 1     | 0     | 69    | 1        | .288  | .342     | .405     | .746  |
| 2008      | HOU       | 96    | 422   | 375   | 58    | 110   | 26       | 3        | 6        | 160   | 33    | 20    | 5        | 7     | 3     | 37    | 0     | 0     | 53    | 3        | .293  | .354     | .427     | .781  |
| 2009      | HOU       | 132   | 533   | 476   | 56    | 119   | 20       | 2        | 9        | 170   | 46    | 19    | 3        | 16    | 4     | 34    | 2     | 3     | 85    | 4        | .250  | .302     | .357     | .659  |
| 2010      | HOU       | 27    | 78    | 71    | 4     | 10    | 1        | 0        | 0        | 11    | 1     | 1     | 1        | 2     | 0     | 4     | 0     | 1     | 10    | 0        | .141  | .197     | .155     | .352  |
| 2011      | 楽天      | 139   | 572   | 538   | 51    | 140   | 34       | 2        | 9        | 205   | 48    | 15    | 3        | 4     | 3     | 26    | 0     | 1     | 94    | 8        | .260  | .294     | .381     | .675  |
| 2012      | 楽天      | 106   | 433   | 402   | 55    | 107   | 22       | 4        | 9        | 164   | 43    | 14    | 3        | 3     | 1     | 26    | 3     | 1     | 55    | 6        | .266  | .312     | .408     | .720  |
| 2013      | 楽天      | 125   | 497   | 448   | 55    | 111   | 26       | 2        | 11       | 174   | 58    | 1     | 1        | 2     | 4     | 40    | 2     | 3     | 85    | 4        | .248  | .311     | .388     | .700  |
| 2014      | 楽天      | 128   | 488   | 444   | 57    | 129   | 32       | 3        | 8        | 191   | 46    | 9     | 0        | 2     | 5     | 36    | 0     | 1     | 78    | 9        | .291  | .342     | .430     | .772  |
| 2015      | 楽天      | 126   | 501   | 445   | 52    | 114   | 17       | 1        | 10       | 163   | 48    | 14    | 2        | 7     | 3     | 43    | 3     | 3     | 82    | 7        | .256  | .324     | .366     | .690  |
| 2016      | 楽天      | 56    | 179   | 160   | 19    | 34    | 6        | 1        | 2        | 48    | 13    | 3     | 0        | 0     | 1     | 17    | 1     | 1     | 42    | 5        | .213  | .291     | .300     | .591  |
| 2017      | 楽天      | 44    | 83    | 76    | 6     | 16    | 2        | 1        | 2        | 26    | 10    | 0     | 1        | 0     | 0     | 6     | 0     | 1     | 23    | 1        | .211  | .277     | .342     | .619  |
| 2018      | 西武      | 30    | 41    | 39    | 8     | 6     | 1        | 0        | 0        | 7     | 2     | 1     | 0        | 0     | 0     | 2     | 0     | 0     | 10    | 1        | .154  | .195     | .179     | .375  |
| NPB：17年 | NPB：17年 | 1913  | 7956  | 7190  | 1065  | 2090  | 411      | 65       | 201      | 3234  | 837   | 363   | 80       | 105   | 53    | 572   | 49    | 36    | 1220  | 96       | .291  | .344     | .450     | .793  |
| MLB：7年  | MLB：7年  | 630   | 2555  | 2302  | 330   | 615   | 124      | 20       | 32       | 875   | 211   | 102   | 18       | 47    | 16    | 179   | 9     | 11    | 403   | 14       | .267  | .321     | .380     | .701  |

- 各年度の太字はリーグ最高

### 年度別打撃成績所属リーグ内順位
| 年 度 | 機 構 | リ ｜ グ   | 安 打 | 二 塁 打 | 三 塁 打 | 本 塁 打 | 打 点 | 盗 塁 |
| ----- | ----- | ---------- | ----- | -------- | -------- | -------- | ----- | ----- |
| 1995  | NPB   | パ・リーグ | -     | -        | -        | -        | -     | 4位   |
| 1996  | NPB   | パ・リーグ | 7位   | -        | 3位      | -        | -     | 2位   |
| 1997  | NPB   | パ・リーグ | 2位   | -        | 1位      | -        | -     | 1位   |
| 1998  | NPB   | パ・リーグ | 2位   | 2位      | 3位      | -        | -     | 1位   |
| 1999  | NPB   | パ・リーグ | 1位   | 7位      | 5位      | -        | -     | 1位   |
| 2000  | NPB   | パ・リーグ | 2位   | 1位      | 1位      | 10位     | 8位   | 2位   |
| 2001  | NPB   | パ・リーグ | 6位   | -        | -        | -        | -     | 5位   |
| 2002  | NPB   | パ・リーグ | 1位   | 1位      | 1位      | 4位      | 6位   | 2位   |
| 2003  | NPB   | パ・リーグ | 3位   | 5位      | 8位      | 4位      | -     | 9位   |
| 2004  | MLB   | ナ・リーグ | -     | -        | -        | -        | -     | -     |
| 2005  | MLB   | ナ・リーグ | -     | -        | -        | -        | -     | -     |
| 2006  | MLB   | ナ・リーグ | -     | -        | -        | -        | -     | -     |
| 2007  | MLB   | ナ・リーグ | -     | -        | -        | -        | -     | 9位   |
| 2008  | MLB   | ナ・リーグ | -     | -        | -        | -        | -     | -     |
| 2009  | MLB   | ナ・リーグ | -     | -        | -        | -        | -     | -     |
| 2010  | MLB   | ナ・リーグ | -     | -        | -        | -        | -     | -     |
| 2011  | NPB   | パ・リーグ | -     | 1位      | -        | -        | -     | -     |
| 2012  | NPB   | パ・リーグ | -     | -        | 7位      | -        | -     | 10位  |
| 2013  | NPB   | パ・リーグ | -     | 10位     | -        | -        | -     | -     |
| 2014  | NPB   | パ・リーグ | -     | 3位      | -        | -        | -     | -     |
| 2015  | NPB   | パ・リーグ | -     | -        | -        | -        | -     | 10位  |
| 2016  | NPB   | パ・リーグ | -     | -        | -        | -        | -     | -     |
| 2017  | NPB   | パ・リーグ | -     | -        | -        | -        | -     | -     |
| 2018  | NPB   | パ・リーグ | -     | -        | -        | -        | -     | -     |

- -は10位未満

### MLBポストシーズン打撃成績
| 年 度     | 球 団     | シ リ ｜ ズ | 試 合 | 打 席 | 打 数 | 得 点 | 安 打 | 二 塁 打 | 三 塁 打 | 本 塁 打 | 塁 打 | 打 点 | 盗 塁 | 盗 塁 死 | 犠 打 | 犠 飛 | 四 球 | 敬 遠 | 死 球 | 三 振 | 併 殺 打 | 打 率 | 出 塁 率 | 長 打 率 | O P S |
| --------- | --------- | ----------- | ----- | ----- | ----- | ----- | ----- | -------- | -------- | -------- | ----- | ----- | ----- | -------- | ----- | ----- | ----- | ----- | ----- | ----- | -------- | ----- | -------- | -------- | ----- |
| 2007      | COL       | NLDS        | 3     | 14    | 12    | 2     | 5     | 1        | 2        | 1        | 13    | 6     | 0     | 0        | 0     | 0     | 2     | 1     | 0     | 2     | 0        | .417  | .500     | 1.083    | 1.583 |
| 2007      | COL       | NLCS        | 4     | 19    | 17    | 2     | 4     | 0        | 0        | 0        | 4     | 2     | 1     | 0        | 1     | 0     | 1     | 0     | 0     | 5     | 0        | .235  | .278     | .235     | .513  |
| 2007      | COL       | WS          | 4     | 17    | 17    | 1     | 5     | 1        | 0        | 0        | 6     | 0     | 1     | 0        | 0     | 0     | 0     | 0     | 0     | 5     | 0        | .294  | .294     | .353     | .647  |
| 出場：1回 | 出場：1回 | 出場：1回   | 11    | 50    | 46    | 5     | 14    | 2        | 2        | 1        | 23    | 8     | 2     | 0        | 1     | 0     | 3     | 1     | 0     | 12    | 0        | .304  | .347     | .500     | .847  |

### 第22回アジア野球選手権大会（アテネ五輪アジア予選）での打撃成績
| 年 度 | 代 表 | 試 合 | 打 席 | 打 数 | 得 点 | 安 打 | 二 塁 打 | 三 塁 打 | 本 塁 打 | 塁 打 | 打 点 | 盗 塁 | 盗 塁 死 | 犠 打 | 犠 飛 | 四 球 | 敬 遠 | 死 球 | 三 振 | 併 殺 打 | 打 率 | 出 塁 率 | 長 打 率 | O P S |
| ----- | ----- | ----- | ----- | ----- | ----- | ----- | -------- | -------- | -------- | ----- | ----- | ----- | -------- | ----- | ----- | ----- | ----- | ----- | ----- | -------- | ----- | -------- | -------- | ----- |
| 2003  | 日本  | 3     | 15    | 11    | 2     | 3     | 0        | 1        | 0        | 5     | 3     | 0     | 0        | 1     | 0     | 2     | 0     | 1     | 2     | 0        | .273  | .429     | .455     | .883  |

### WBCでの打撃成績
| 年 度 | 代 表 | 試 合 | 打 席 | 打 数 | 得 点 | 安 打 | 二 塁 打 | 三 塁 打 | 本 塁 打 | 塁 打 | 打 点 | 盗 塁 | 盗 塁 死 | 犠 打 | 犠 飛 | 四 球 | 敬 遠 | 死 球 | 三 振 | 併 殺 打 | 打 率 | 出 塁 率 | 長 打 率 |
| ----- | ----- | ----- | ----- | ----- | ----- | ----- | -------- | -------- | -------- | ----- | ----- | ----- | -------- | ----- | ----- | ----- | ----- | ----- | ----- | -------- | ----- | -------- | -------- |
| 2013  | 日本  | 6     | 12    | 11    | 1     | 0     | 0        | 0        | 0        | 0     | 0     | 0     | 0        | 0     | 0     | 1     | 0     | 0     | 2     | 0        | .000  | .083     | .000     |

### 年度別守備成績
| 年 度 | 球 団 | 二塁（2B） | 二塁（2B） | 二塁（2B） | 二塁（2B） | 二塁（2B） | 二塁（2B） | 三塁（3B） | 三塁（3B） | 三塁（3B） | 三塁（3B） | 三塁（3B） | 三塁（3B） | 遊撃（SS） | 遊撃（SS） | 遊撃（SS） | 遊撃（SS） | 遊撃（SS） | 遊撃（SS） | 外野（OF） | 外野（OF） | 外野（OF） | 外野（OF） | 外野（OF） | 外野（OF） |
| 年 度 | 球 団 | 試 合      | 刺 殺      | 補 殺      | 失 策      | 併 殺      | 守 備 率   | 試 合      | 刺 殺      | 補 殺      | 失 策      | 併 殺      | 守 備 率   | 試 合      | 刺 殺      | 補 殺      | 失 策      | 併 殺      | 守 備 率   | 試 合      | 刺 殺      | 補 殺      | 失 策      | 併 殺      | 守 備 率   |
| ----- | ----- | ---------- | ---------- | ---------- | ---------- | ---------- | ---------- | ---------- | ---------- | ---------- | ---------- | ---------- | ---------- | ---------- | ---------- | ---------- | ---------- | ---------- | ---------- | ---------- | ---------- | ---------- | ---------- | ---------- | ---------- |
| 1995  | 西武  | -          | -          | -          | -          | -          | -          | -          | -          | -          | -          | -          | -          | 68         | 70         | 166        | 8          | 22         | .967       | -          | -          | -          | -          | -          | -          |
| 1996  | 西武  | -          | -          | -          | -          | -          | -          | -          | -          | -          | -          | -          | -          | 130        | 194        | 379        | 9          | 90         | .985       | -          | -          | -          | -          | -          | -          |
| 1997  | 西武  | -          | -          | -          | -          | -          | -          | -          | -          | -          | -          | -          | -          | 135        | 236        | 417        | 12         | 87         | .982       | -          | -          | -          | -          | -          | -          |
| 1998  | 西武  | -          | -          | -          | -          | -          | -          | -          | -          | -          | -          | -          | -          | 135        | 226        | 400        | 14         | 86         | .978       | -          | -          | -          | -          | -          | -          |
| 1999  | 西武  | -          | -          | -          | -          | -          | -          | -          | -          | -          | -          | -          | -          | 135        | 221        | 401        | 16         | 91         | .975       | -          | -          | -          | -          | -          | -          |
| 2000  | 西武  | -          | -          | -          | -          | -          | -          | -          | -          | -          | -          | -          | -          | 134        | 243        | 413        | 21         | 75         | .969       | -          | -          | -          | -          | -          | -          |
| 2001  | 西武  | -          | -          | -          | -          | -          | -          | -          | -          | -          | -          | -          | -          | 117        | 208        | 328        | 9          | 76         | .983       | -          | -          | -          | -          | -          | -          |
| 2002  | 西武  | -          | -          | -          | -          | -          | -          | -          | -          | -          | -          | -          | -          | 139        | 218        | 356        | 9          | 68         | .985       | -          | -          | -          | -          | -          | -          |
| 2003  | 西武  | -          | -          | -          | -          | -          | -          | -          | -          | -          | -          | -          | -          | 137        | 247        | 427        | 17         | 96         | .975       | -          | -          | -          | -          | -          | -          |
| 2004  | NYM   | 3          | 4          | 8          | 1          | 3          | .923       | -          | -          | -          | -          | -          | -          | 110        | 174        | 323        | 23         | 66         | .956       | -          | -          | -          | -          | -          | -          |
| 2005  | NYM   | 71         | 107        | 187        | 9          | 32         | .970       | -          | -          | -          | -          | -          | -          | -          | -          | -          | -          | -          | -          | -          | -          | -          | -          | -          | -          |
| 2006  | NYM   | 31         | 72         | 85         | 1          | 23         | .994       | -          | -          | -          | -          | -          | -          | -          | -          | -          | -          | -          | -          | -          | -          | -          | -          | -          | -          |
| 2006  | COL   | 21         | 48         | 73         | 2          | 26         | .984       | -          | -          | -          | -          | -          | -          | 3          | 4          | 1          | 0          | 1          | 1.000      | -          | -          | -          | -          | -          | -          |
| '06計 | COL   | 52         | 120        | 158        | 3          | 49         | .989       | -          | -          | -          | -          | -          | -          | 3          | 4          | 1          | 0          | 1          | 1.000      | -          | -          | -          | -          | -          | -          |
| 2007  | COL   | 102        | 200        | 311        | 4          | 84         | .992       | -          | -          | -          | -          | -          | -          | -          | -          | -          | -          | -          | -          | -          | -          | -          | -          | -          | -          |
| 2008  | HOU   | 94         | 190        | 219        | 12         | 56         | .971       | -          | -          | -          | -          | -          | -          | -          | -          | -          | -          | -          | -          | -          | -          | -          | -          | -          | -          |
| 2009  | HOU   | 130        | 279        | 373        | 6          | 99         | .991       | -          | -          | -          | -          | -          | -          | -          | -          | -          | -          | -          | -          | -          | -          | -          | -          | -          | -          |
| 2010  | HOU   | 21         | 42         | 56         | 1          | 12         | .990       | -          | -          | -          | -          | -          | -          | -          | -          | -          | -          | -          | -          | -          | -          | -          | -          | -          | -          |
| 2011  | 楽天  | 6          | 9          | 7          | 0          | 1          | 1.000      | -          | -          | -          | -          | -          | -          | 136        | 172        | 377        | 11         | 63         | .980       | -          | -          | -          | -          | -          | -          |
| 2012  | 楽天  | 2          | 7          | 3          | 0          | 0          | 1.000      | -          | -          | -          | -          | -          | -          | 102        | 142        | 303        | 7          | 53         | .985       | -          | -          | -          | -          | -          | -          |
| 2013  | 楽天  | 1          | 2          | 0          | 0          | 0          | 1.000      | -          | -          | -          | -          | -          | -          | 123        | 188        | 299        | 10         | 64         | .980       | -          | -          | -          | -          | -          | -          |
| 2014  | 楽天  | -          | -          | -          | -          | -          | -          | 46         | 22         | 62         | 6          | 5          | .933       | 39         | 41         | 71         | 5          | 15         | .957       | 21         | 32         | 1          | 0          | 0          | 1.000      |
| 2015  | 楽天  | -          | -          | -          | -          | -          | -          | -          | -          | -          | -          | -          | -          | -          | -          | -          | -          | -          | -          | 110        | 180        | 5          | 3          | 1          | .984       |
| 2016  | 楽天  | -          | -          | -          | -          | -          | -          | -          | -          | -          | -          | -          | -          | -          | -          | -          | -          | -          | -          | 33         | 41         | 1          | 0          | 0          | 1.000      |
| 2017  | 楽天  | -          | -          | -          | -          | -          | -          | -          | -          | -          | -          | -          | -          | 1          | 1          | 1          | 0          | 1          | 1.000      | 21         | 28         | 1          | 0          | 1          | 1.000      |
| 2018  | 西武  | -          | -          | -          | -          | -          | -          | 2          | 0          | 0          | 0          | 0          | .---       | -          | -          | -          | -          | -          | -          | 4          | 1          | 0          | 0          | 0          | 1.000      |
| NPB   | NPB   | 9          | 18         | 10         | 0          | 1          | 1.000      | 48         | 22         | 62         | 6          | 5          | .933       | 1531       | 2407       | 4338       | 148        | 887        | .978       | 189        | 282        | 8          | 3          | 2          | .989       |
| MLB   | MLB   | 473        | 942        | 1312       | 36         | 335        | .984       | -          | -          | -          | -          | -          | -          | 113        | 178        | 324        | 23         | 66         | .956       | -          | -          | -          | -          | -          | -          |

- 各年度の太字はリーグ最高
- 太字年はゴールデングラブ賞受賞

### 年度別監督成績
| 年 度     | 球 団     | 順 位     | 試 合 | 勝 利 | 敗 戦 | 引 分 | 勝 率 | ゲ ｜ ム 差 | 打 率      | 本 塁 打   | 防 御 率   | 年 齡      |
| --------- | --------- | --------- | ----- | ----- | ----- | ----- | ----- | ----------- | ---------- | ---------- | ---------- | ---------- |
| 2023年    | 西武      | 5位       | 143   | 65    | 77    | 1     | .458  | 22.5        | .233       | 90         | 2.93       | 48歳       |
| 2024年    | 西武      | (6位)     | 45    | 15    | 30    | 0     | .333  | (42.0)      | (.212)     | (60)       | (3.02)     | 48歳       |
| 通算：2年 | 通算：2年 | 通算：2年 | 188   | 80    | 107   | 1     | .428  | Bクラス2回  | Bクラス2回 | Bクラス2回 | Bクラス2回 | Bクラス2回 |

- 2024年は5月27日から休養。後任監督は渡辺久信。括弧内の成績はその年の最終成績。

### タイトル
NPB
- 盗塁王：3回（1997年 ‐ 1999年）
- 最多安打：2回（1999年、2002年）

### 表彰
NPB
- 最優秀選手：1回（1998年）
- ベストナイン：7回（1997年 - 2003年）※7年連続での受賞は遊撃手最長。受賞回数も遊撃手としてはパ・リーグ最多で歴代2位タイ。
- ゴールデングラブ賞：4回（1997年、1998年、2002年、2003年）
- 月間MVP：6回（打者部門：1996年9月、1999年9月、2002年6月、2002年9月、2011年8月、2014年8月）
- パ・リーグ連盟特別表彰：2回（特別賞：2002年[393]、功労賞：2018年）
- 月間サヨナラ賞：2回（2012年9月、2014年9月）
- 「ジョージア魂」賞：1回（2011年度第6回）
- オールスターゲームMVP：2回（1997年第1戦、2001年 第1戦）
- 日本シリーズ敢闘賞：1回（1997年）
- センチュリーベストナイン（遊撃手）
- 報知プロスポーツ大賞：2回（1997年、2002年）
- 日米野球2002 シリーズ敢闘賞（2002年）[394]

### 記録

#### NPB
初記録
- 初出場：1995年4月5日、対近鉄バファローズ2回戦（藤井寺球場）、8回裏に田辺徳雄に代わり遊撃手で出場
- 初打席・初安打・初打点：1995年4月9日、対日本ハムファイターズ3回戦（西武ライオンズ球場）、8回裏に芝草宇宙から
- 初先発出場：1995年4月23日、対日本ハムファイターズ6回戦（東京ドーム）、「9番・遊撃手」で先発出場
- 初三振：1995年4月26日、対オリックス・ブルーウェーブ3回戦（浜松球場）、4回に長谷川滋利から
- 初盗塁：1995年5月7日、対福岡ダイエーホークス7回戦（西武ライオンズ球場）、7回裏に二盗（投手：斉藤学、捕手：安田秀之）
- 初二塁打：1995年7月23日、対千葉ロッテマリーンズ17回戦（西武ライオンズ球場）、5回裏にエリック・ヒルマンから
- 初本塁打：1995年8月20日、対近鉄バファローズ20回戦（西武ライオンズ球場）、4回裏に酒井弘樹から

節目の記録
- 1000安打：2001年7月8日、対オリックス・ブルーウェーブ18回戦（グリーンスタジアム神戸）、6回表に田村勤から中前2点適時打 ※史上205人目
- 100本塁打：2002年7月21日、対大阪近鉄バファローズ15回戦（大阪ドーム）、1回表に髙村祐から左中間へ先頭打者本塁打 ※史上222人目
- 1000試合出場：2002年9月15日、対大阪近鉄バファローズ27回戦（大阪ドーム）、「1番・遊撃手」で先発出場 ※史上381人目
- 300盗塁：2003年8月3日、対日本ハムファイターズ21回戦（西武ドーム）、1回裏に二盗（投手：関根裕之、捕手：髙橋信二） ※史上24人目
- 150本塁打：2003年10月4日、対千葉ロッテマリーンズ27回戦（千葉マリンスタジアム）、2回表に小林宏之から右越2ラン ※史上132人目
- 1500安打：2011年7月26日、対福岡ソフトバンクホークス13回戦（福岡 Yahoo! JAPANドーム）、6回表にD.J.ホールトンから中前安打 ※史上109人目、1233試合目での到達は当時史上最速[395]
- 300二塁打：2011年10月1日、対オリックス・バファローズ23回戦（京セラドーム大阪）、1回表に木佐貫洋から右中間二塁打 ※史上57人目
- 1500試合出場：2013年8月30日、対福岡ソフトバンクホークス18回戦（福岡 Yahoo! JAPANドーム）、「7番・遊撃手」で先発出場 ※史上180人目
- 350二塁打：2013年9月18日、対福岡ソフトバンクホークス22回戦（クリネックススタジアム宮城）、5回裏に武田翔太から右中間二塁打 ※史上38人目
- 1000三振：2014年4月26日、対オリックス・バファローズ5回戦（ほっともっとフィールド神戸）、7回表に東明大貴から空振り三振 ※史上55人目
- 3000塁打：2015年4月11日、対オリックス・バファローズ2回戦（楽天Koboスタジアム宮城）、4回裏にブライアン・バリントンから中前安打 ※史上54人目
- 350盗塁：2015年5月27日、対阪神タイガース2回戦（阪神甲子園球場）、3回表に二盗（投手：藤浪晋太郎、捕手：鶴岡一成） ※史上18人目
- 1000得点：2015年5月28日、対阪神タイガース3回戦（阪神甲子園球場）、1回表に後藤光尊の左前適時打で生還 ※史上40人目
- 2000安打：2015年7月28日、対福岡ソフトバンクホークス12回戦（秋田県立野球場）、1回裏に中田賢一から中前安打 ※史上46人目、通算1742試合での達成は歴代6位、実働14年での達成は2位タイ、ドラフト制以降に入団した選手としては最少年数到達[396]
- 400二塁打：2015年8月14日、対北海道日本ハムファイターズ22回戦（楽天Koboスタジアム宮城）、2回裏に吉川光夫から左翼線二塁打 ※史上12人目、1755試合目での達成は歴代最速
- 200本塁打：2017年4月23日、対福岡ソフトバンクホークス5回戦（福岡 ヤフオク!ドーム）、6回表に加治屋蓮から左越ソロ本塁打 ※史上100人目[397]

その他の記録
- トリプルスリー：2002年 ※史上8人目（スイッチヒッターとしては史上初）
- 3割20本20盗塁：3回（2000年 - 2002年）※日本プロ野球タイ記録
- 3年連続3割20本20盗塁（2000年 - 2002年）※史上初
- 初回先頭打者ランニング本塁打：1998年6月28日、対福岡ダイエーホークス戦 ※史上4人目、パ・リーグ史上初
- サイクル安打：2000年6月7日、対大阪近鉄バファローズ8回戦（西武ドーム） ※史上51人目
- 7年連続打率3割以上：1997年 - 2003年 ※歴代4位タイ
- 7年連続打率ベスト10入り：1996年 - 2002年 ※歴代10位タイ
- 7年連続シーズン150安打以上：1997年 - 2003年 ※史上初[注釈 43]
- シーズン150安打以上：7回（1997年 - 2003年） ※歴代6位タイ
- シーズン初回先頭打者本塁打：7本（2002年、2003年） ※歴代7位タイ
- シーズンサヨナラ本塁打：3本（2002年） ※パ・リーグタイ記録
- 2試合連続サヨナラ本塁打 ※史上7人目、パ・リーグ史上2人目
  - 2002年5月9日、対オリックス・ブルーウェーブ6回戦（西武ドーム）、9回裏に萩原淳から左越ソロ
  - 2002年5月10日、対オリックス・ブルーウェーブ7回戦（西武ドーム）、10回裏に今村文昭から左中間へ2ラン
- 5試合連続本塁打（2002年） ※スイッチヒッターとしては史上初
- 左右両打席本塁打：3回（2000年9月12日、2001年8月20日、2003年8月1日）
- シーズン193安打：2002年 ※当時歴代3位タイ、現10位タイ、当時球団記録（西武）
- シーズン46二塁打：2002年 ※当時歴代4位、現6位、球団記録（西武）
- シーズン13三塁打：1997年 ※歴代5位タイ、球団タイ記録（西武）
- シーズン88長打：2002年 ※日本プロ野球記録
- シーズン349塁打：2002年 ※歴代4位、パ・リーグ歴代2位、球団記録（西武）
- シーズン119得点：2002年 ※当時歴代8位、現10位タイ、球団記録（西武）
- 一番打者シーズン36本塁打：2002年 ※日本プロ野球記録
- 遊撃手シーズン35本塁打：2002年 ※パ・リーグタイ記録
- シーズン盗塁成功率100%：2001年 ※20盗塁以上での盗塁成功率100%は2リーグ制以降初
- シーズン全試合出場：8回（1996年 - 2003年） ※パ・リーグタイ記録
- 23試合連続安打 ※当時球団記録（西武）
- 西武時代通算51三塁打 ※球団記録
- 西武時代通算306盗塁 ※球団記録
- 8年連続全試合出場 ※パ・リーグ記録
- 日本通算1143試合連続出場（1995年7月22日 - 2003年10月5日） ※パ・リーグ記録
- 2000安打、200本塁打達成 ※両打ち選手初[217]
- 2000安打、200本塁打、200盗塁達成 ※史上8人目[398]
- オールスターゲーム
  - オールスターゲーム出場：9回（1997年、1998年、1999年、2000年、2001年、2002年、2003年、2013年、2015年）
  - 1試合4盗塁：1997年第1戦 ※史上初
  - 1試合2三盗：1997年第1戦 ※史上初

#### MLB
その他の記録
- MLB開幕戦新人初球初打席初本塁打 ※史上初
- MLB3年連続シーズン初打席初本塁打 ※史上4人目
- シーズン守備率.991（二塁手として、2009年） ※アストロズ歴代2位（2009年終了時点）
- 通算盗塁成功率85% ※歴代6位（2023年終了時点、盗塁企図数100以上[399]）

#### NPB/MLB通算
節目の記録
- 2000安打：2009年8月15日、対MIL戦第1打席で達成（NPB：9年で1433本、MLB：6年目途中で567本）
- 200本塁打：2012年10月5日、対日本ハムファイターズ24回戦（札幌ドーム）、2回表に斎藤佑樹から右越ソロ
- 2500安打：2014年8月24日、対オリックス・バファローズ17回戦（京セラドーム大阪）、1回表に吉田一将から中前安打
- 450盗塁：2015年4月23日、対千葉ロッテマリーンズ3回戦（楽天Koboスタジアム宮城）、1回裏に二盗（投手：涌井秀章、捕手：田村龍弘） ※史上2人目[400]

通算記録
- 通算出場試合数：2619 ※日本人12位[注釈 45]
- 通算打席数：10551 ※日本人7位[注釈 46]
- 通算打数：9492 ※日本人4位[注釈 47]
- 通算得点数：1395 ※日本人8位[注釈 48]
- 通算安打数：2705 ※日本人5位[注釈 49]
- 通算二塁打数：535 ※日本人2位[注釈 50]
- 通算三塁打数：85 ※日本人7位[注釈 51]
- 通算長打数：853 ※日本人16位[注釈 52]
- 通算塁打数：4109 ※日本人13位[注釈 53]
- 通算盗塁数：465 ※日本人7位[注釈 54]

#### その他
- 日米野球2002 最高打率（.423）

### 背番号
- 32（1994年 - 1996年、2011年）
- 7（1997年 - 2003年、2007年、2012年 - 2018年）
- 25（2004年 - 2006年途中）
- 16（2006年途中 - 同年終了）
- 3（2008年 - 2010年）
- 77（2019年 - 2024年）

### 国際大会出場歴
- 第22回アジア野球選手権大会兼アテネ五輪アジア地区予選日本代表：金メダル
- 2013 ワールド・ベースボール・クラシック日本代表：3位

## 関連情報

### CM出演
- UCC上島珈琲 UCCスーパー2
- 大塚製薬 アミノバリュー（共演：仲間由紀恵）
- サントリー デカビタC（共演：深田恭子）
- マスターカード 公式スポークスパーソン
- マスミューチュアル生命（都営バスのラッピングバスにも登場した）
- 文化放送ライオンズナイター（共演：松坂大輔、西武バスのラッピングバスにも登場した）
- ナイキ
- キリンビール のどごし<生>
- タカラレーベン（TBCパワフルベースボールのCM枠でナレーションを行っている）

### 関連書籍
- 『メジャー最終兵器―わが決断―』松井稼頭央著
- 『松井稼頭央のナチュラル・フィットネス』宮本英治著
- 『3000安打の向こう側』松井稼頭央著[401]